# Эстонская освободительная война
Эстонская освободительная война (эст. Eesti Vabadussõda — буквально: Эстонская война за свободу, Эстонская война за независимость) — военные действия в период с 28 ноября 1918 года по 3 января 1920 года, в которых Вооружённые силы Эстонии (при участии Северного корпуса, а впоследствии Северо-Западной армии белых) противостояли Красной армии, а также вели боевые действия на территории современной Латвии в июне — июле 1919 года, в которых эстонская армия, включавшая сформированную из латышей Северолатвийскую бригаду, противостояла подразделениям Прибалтийского ландесвера и отрядам Прибалтийского фрайкора. В советской историографии события Эстонской  освободительной войны рассматривались в рамках тематики Гражданской войны и иностранной военной интервенции в России.

## Военные конфликты в рамках Освободительной войны
Военные события 1918—1920 годов с участием Эстонии включают в себя три основных составляющих:
1. война за независимость Эстонской республики (ноябрь 1918 — весна 1919 года), которая также носила в себе элементы гражданской войны[2], или советско-эстонская война[3];
2. участие эстонской армии в Гражданской войне в России на территории Петроградской и Псковской губернии на стороне антибольшевистских сил (1 июля 1919 — начало 1920 года);
3. война с ландесвером на территории Латвии (лето 1919 года), в которых вооружённые силы Эстонии противостояли подразделениям Прибалтийского ландесвера (вооружённые силы прогерманского Балтийского герцогства, сформированные в основном из остзейских немцев).

## Предыстория

### Ситуация в Эстонии после Октябрьской революции в России
После Октябрьской революции, произошедшей в Петрограде 7 ноября 1917 года, советская власть была установлена также и в Эстонии, однако Временный земский совет Эстляндской губернии не признал её легитимности и 28 ноября 1917 года на своём последнем заседании провозгласил себя верховной властью на период вплоть до созыва Конституционного совета. В ответ на это 19 ноября 1917 года Земский совет был распущен большевиками, а его сторонники были вынуждены уйти в подполье.

### Оккупация Эстонии Германской империей
10 февраля 1918 г. Германия выдвинула ультиматум РСФСР с требованием отказаться от Прибалтики по линии Нарва — Псков — Двинск без права на дальнейшее самоопределение. Наступление Германии на Восточном фронте началось 18 февраля 1918 года. 20 февраля началось вторжение германских войск с островов Эстонии на её материковую часть. 19 февраля, собравшийся на чрезвычайное заседание Земский совет Эстляндии передал исполнительную власть созданному им Комитету спасения Эстонии во главе с Константином Пятсом. Комитет подготовил, согласовал, опубликовал и публично огласил в разных частях Эстонии «Манифест ко всем народам Эстонии» (т. н. «Манифест о независимости»), объявлявший Эстонию независимой демократической республикой, нейтральной по отношению к российско-германскому конфликту. 24 февраля 1918 большевики покинули Ревель (ныне Таллин). В это же время основная часть Ревеля была взята под контроль эстонскими национальными вооружёнными силами (это были — Ударные отряды из офицеров, формировавшиеся лейтенантом Конрадом Ротшильдом; Омакайтсе, сформированное в замке Тоомпеа; Вооружённые отряды школьников и подразделения 3-го Эстонского полка). В полдень 25 февраля в Ревеле был проведён парад в честь провозглашения независимости. В этот же день город был занят германскими войсками. К концу февраля 1918 года почти вся территория Эстонии была оккупирована немцами. В марте-апреле все эстонские вооружённые формирования были распущены и разоружены.

### Окончание немецкой оккупации
9 ноября 1918 года в Германии произошла Ноябрьская революция. 11 ноября 1918 года между воюющими странами было подписано Компьенское перемирие, означавшее окончание Первой мировой войны. В соответствии с условиями перемирия Германия была обязана вывести войска со всех оккупированных территорий. Министр обороны провозглашённой немецкими революционерами Веймарской республики отдал приказ о выводе дивизий германской имперской армии из Прибалтики.
Однако в действительности немцы не торопились с выводом всех войск, так как надеялись использовать их для сохранения своего влияния в Прибалтике путём установления прогерманских режимов в Латвии и Эстонии. В Эстонии эта цель немцами так и не была достигнута, но в случае с Латвией им это почти удалось, когда вместо свергнутого по причине сотрудничества с Антантой кабинета министров Латвийской Республики во главе с К. Улманисом, ими было назначено марионеточное правительство А. Ниедры.
Опасаясь угрозы захвата Красной армией территории своих новопровозглашённых государств, руководители борьбы за независимость Эстонии и Латвии за неимением в своём распоряжении достаточных резервов и времени для формирования национальных вооружённых сил были вынуждены принять помощь, предложенную им командованием германской армии. К 21 ноября осуществлён полный переход власти в Эстонии от командования немецких войск в руки Временного правительства, возглавляемого Константином Пятсом.

## Накануне

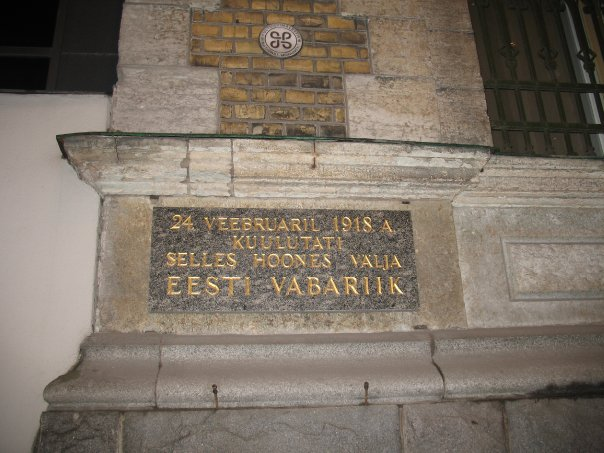
Мемориальная доска на здании в Таллине, где была провозглашена независимость Эстонской республики

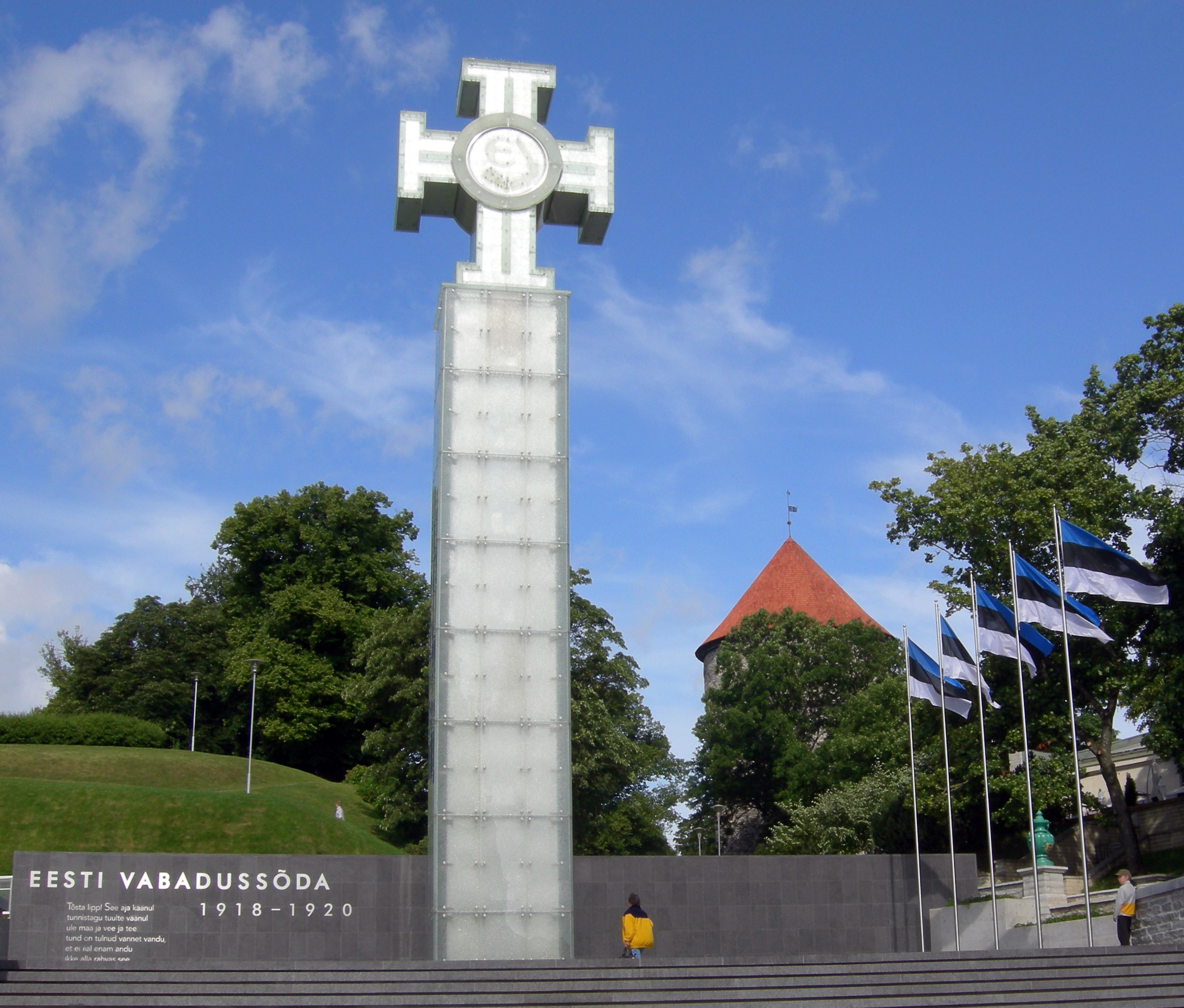
Монумент победы в Освободительной войне, Таллин

### Планы советского командования
В связи с началом вывода немецких войск с оккупированных территорий советское руководство решило продвигать части Красной армии вслед за отходящими немцами и установить контроль над территориями, потерянными в результате подписания Брестского мира. Директивой Главного командования РККА № 259/ш от 16 ноября 1918 года командованию Северного фронта было приказано начать наступление от Ямбурга на Нарву и от станции Дно — на Псков. Спустя два дня последовала директива Главного командования РККА № 277/ш, согласно которой войска Северного фронта после занятия Нарвы и Пскова должны были наступать на Ревель и Валк.

### Силы сторон
Эстонская армия — 74 500 солдат, Северо-Западная армия — 17 500 солдат, 3500 финских добровольцев, 200—400 шведов и датчан (по эстонским данным: до 80 000 солдат (Эстонская армия), 20 500 (Северо-Западная армия))

### Красная армия
Для действий на территории Эстонии предназначались войска сформированной в начале ноября 1918 года 7-й армии Северного фронта. В состав армии входили 6-я и 2-я Новгородская стрелковые дивизии. Эти войска насчитывали свыше 7,5 тысяч штыков, около 400 сабель, 58 орудий и 285 пулемётов. Накануне наступления армия была усилена Юрьевским стрелковым полком, 1-м и 6-м Латышскими стрелковыми полками, несколькими кавалерийскими эскадронами и батареей Латышской стрелковой дивизии. Кроме того, в оперативном подчинении командования 7-й армии находилась часть сил Балтийского флота. В начале января 1919 года в состав армии была включена 10-я стрелковая дивизия, прибывшая из Уральского военного округа. Войскам 7-й армии, и так крайне малочисленным, предстояло действовать на территории не только Эстонии, но и соседней Латвии.

#### Эстонцы в Красной армии
На стороне Красной Армии также сражались красные эстонские полки, сведенные в начале в Эстонскую стрелковую дивизию (ранее воевавшую на Южном фронте против ВСЮР), а затем переформированные в Эстляндскую армию.

### Эстонская армия и её союзники
К началу войны эстонская народная армия (эст. Eesti Rahvavägi; главнокомандующий с 23 декабря 1918 года — полковник Йохан Лайдонер) находилась в стадии формирования. Оно началось лишь 21 ноября 1918 года на основании постановления Временного правительства Эстонии от 16 ноября 1918 года и первоначально велось на добровольных началах. Временное правительство предполагало к 28 ноября завербовать 25 тысяч человек, но в реальности даже к 15 декабря 1918 года в войска поступило всего 1238 добровольцев. (Спустя десятилетие добровольцы Освободительной войны составили костяк эстонского праворадикального движения вапсов. Председатель движения Андрес Ларка был в 1919 году начальником штаба Йохана Лайдонера. Участвовал в войне и реальный лидер вапсов Артур Сирк.)
Поэтому уже 28 ноября в республике была введена всеобщая воинская повинность. Первоначально армия состояла из одной дивизии (начальник — генерал-майор Александр Тыниссон), в состав которой входили шесть пехотных полков, артиллерийский полк и инженерный полк. Кроме того, в состав армии входило большое количество более мелких формирований из добровольцев. Несмотря на введение воинской повинности, армия оставалась малочисленной. К 15 декабря 1918 года в войска поступило всего 9043 солдата, к 5 января 1919 года — 15 343.
Кроме эстонской армии, в боях с советскими войсками участвовали также части белогвардейского Псковского добровольческого корпуса (командир — полковник Г. Г. фон Нефф), сформированного осенью 1918 года на оккупированной немцами территории. После начала советского наступления в Прибалтике корпус отступил на территорию Эстонии и согласно заключённому 6 декабря 1918 года договору перешёл в подчинение командования эстонской армии. Псковский добровольческий корпус, позже переименованный в Северный корпус, стал предшественником Северо-Западной армии.
Также советским войскам в Эстонии противостояли отряды, сформированные из иностранных добровольцев, главным образом финских. Финляндия отправила в Эстонию две войсковые части — I добровольческий финский отряд (командир — майор Мартин Экстрём) и полк «Сыновья Севера» (командир — подполковник Ханс Кальм). Первые финские подразделения прибыли в Ревель 30 декабря 1918 года. Общее командование ими осуществлял генерал-майор Мартин Ветцер. Кроме того, Финляндия оказала Эстонии значительную материальную и финансовую поддержку. Так, уже 10 декабря 1918 года она предоставила Эстонии заём на сумму 10 миллионов марок. 

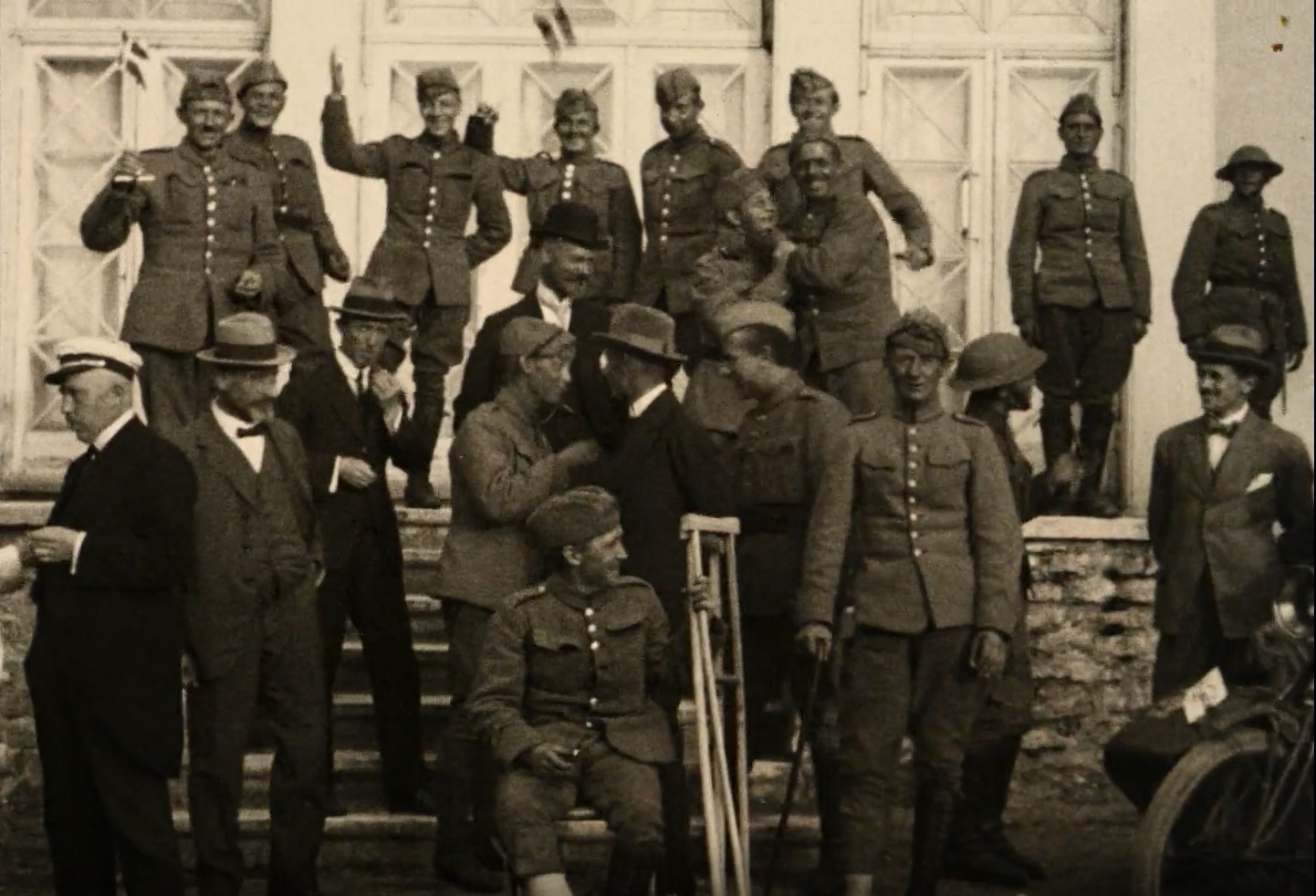
Датские добровольцы в Ревеле

Также на стороне Эстонии воевал Датско-Балтийский вспомогательный корпус под командованием Рихарда Густава Боргелина.
Наконец, участие в боевых действиях в Эстонии приняли также корабли британского флота. Британская эскадра под командованием контр-адмирала Эдвина Александра-Синклера прибыла в Ревель 12 декабря 1918 года. Британцы поддерживали действия эстонцев огнём корабельной артиллерии, а также высаживали эстонские десанты на берегу Финского залива в тылу советских войск. Для этой цели в составе эстонской армии был сформирован десантный батальон. Кроме того, Англия, как и Финляндия, оказала Эстонии значительную помощь поставками вооружения, боеприпасов и продовольствия.

#### Русские в Эстонской народной армии
В годы Освободительной войны в Эстонской народной армии из русских было создано несколько подразделений ротного и батальонного состава. Одни вошли в состав эстонских частей как временные подразделения, другие составили отдельные самостоятельные воинские части. Опыт боевого применения русских частей эстонской армии был также разный. Состав этих подразделений и частей был зачастую смешанный и состоял как из местных уроженцев, так и из пленных красноармейцев и добровольцев.
Русские подразделения были сформированы в 7-м пехотном полку, в составе Балтийского батальона, в партизанском полку Сакала, Скаутском полку и во 2 инженерном рабочем отряде. Отдельными национальными подразделениями Эстонской армии были Отдельный Качановский батальон под командованием капитана Артура Сауэсельга и батальон атамана Булак-Балаховича, а также некоторое время действовавший в составе 2 пехотной дивизии Паниковский батальон (3-й «русский» батальон 7-го пехотного полка).

## Ход войны

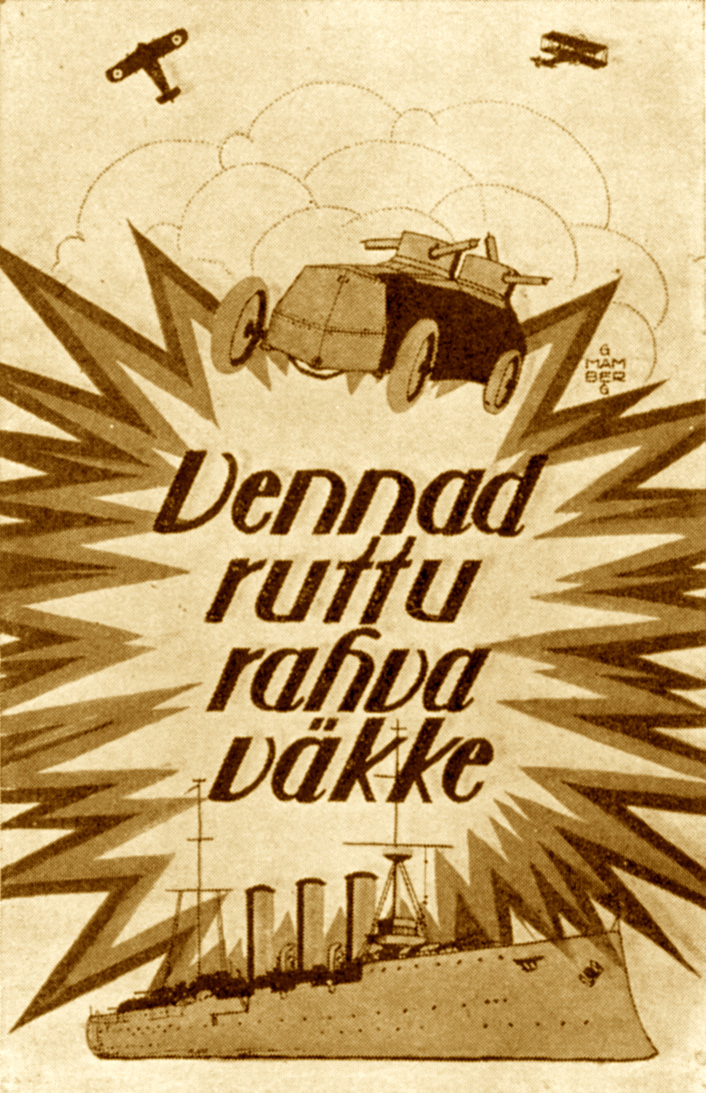
Агитационный плакат эстонской армии «Братья, быстрее в народную армию», 1918 год

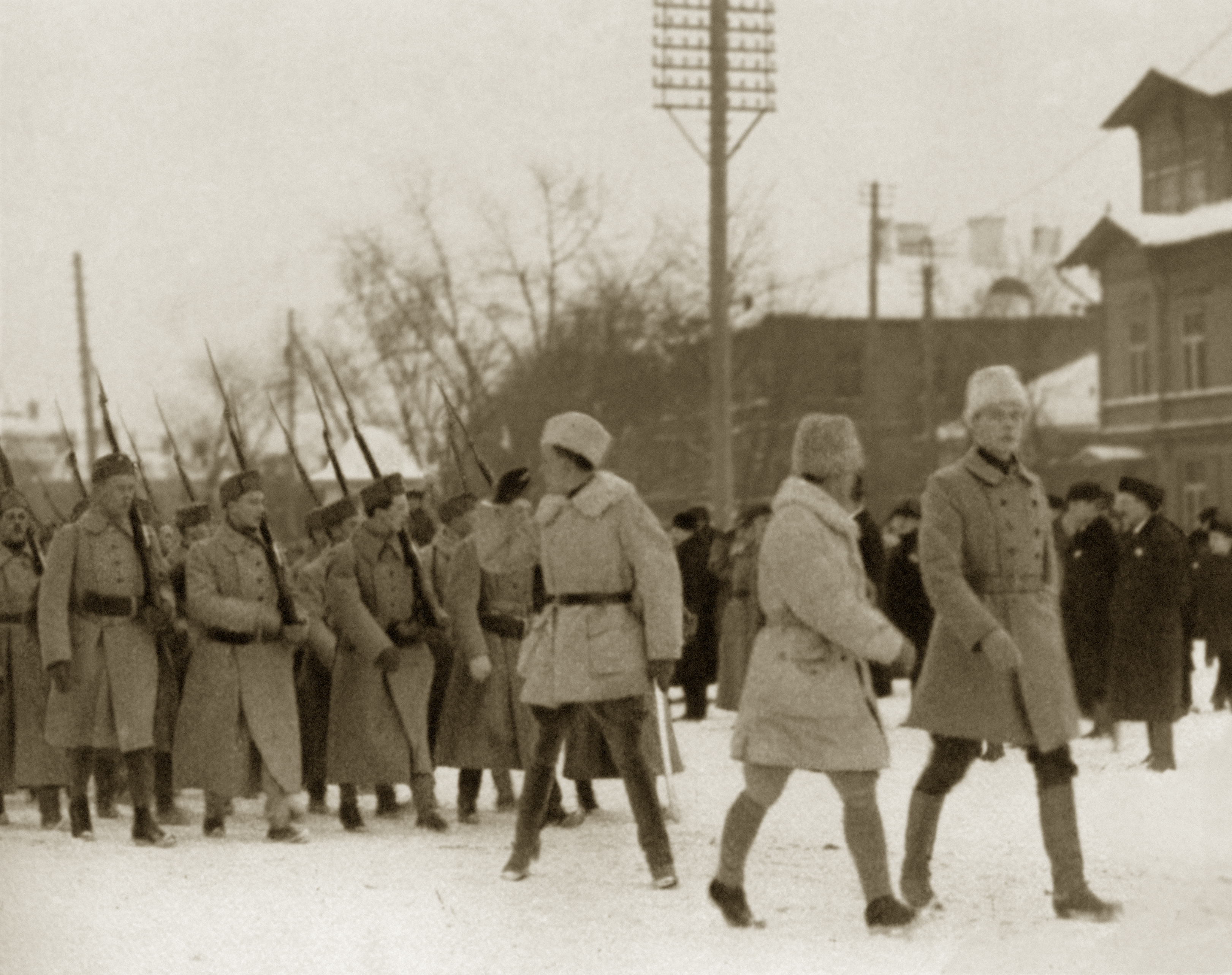
Финские добровольцы в Таллине, декабрь 1918

### Сражение за Нарву
22 ноября 1918 года части 6-й стрелковой дивизии 7-й армии (командующий — Е. А. Искрицкий) в составе Северного фронта попытались взять Нарву лобовой атакой вдоль Ямбургского шоссе, но, неся большие потери, были отбиты слаженными действиями и массированным огнём германских частей.
28 ноября 1918 года дислоцировавшиеся на правом берегу Нарвы красные эстонские полки и части 6-й стрелковой дивизии РККА под командованием Н. Н. Иванова, в распоряжении которой было 4 тысячи штыков и сабель, а также 19 орудий, предприняли вторую попытку взятия Нарвы. Согласно плану, часть подразделений должна была своим наступлением на главном направлении отвлечь внимание противника, в то время как усиленные ударные части одновременными ударами южнее и севернее Нарвы должны были перерезать пути отступления оборонявших город частей и захватить его. Город обороняли подразделения 405-го пехотного полка германской армии, только начавшие формирование части 4-го эстонского пехотного полка и добровольцы из Нарвской дружины Кайтселийта (Союз обороны Эстонии). Команда немецкой батареи, стоявшей на краю поля Йоала, развернула свои орудия в сторону частей Красной Армии и открыла огонь по приближающимся цепям бойцов Красных эстонских полков. При поддержке огня немецкого бронепоезда сводный эстонско-немецкий отряд предпринял контратаку и заставил красноармейцев отступить с большими для них потерями. В то же время Красная Армия высадила в Гунгербурге десант численностью в 500 человек, который, не встретив сопротивления немцев, начал быстро продвигаться в сторону деревень Рийги и Пеэтерристи. Взорвав за собой один из железнодорожных мостов, немцы отступили из Нарвы. Однако малочисленные эстонские части не считали возможным для себя далее удерживать Нарву и с боями начали отступление в западном направлении.
В бою за город погибло около 80 солдат эстонских подразделений Красной армии, в основном бойцов Феллинского коммунистического полка. В числе погибших был и Яан Сихвер — организатор и член Реввоенсовета красных эстонских полков и член ЦК эстонских секций РКП(б).
После занятия Нарвы там была провозглашена Эстляндская трудовая коммуна, просуществовавшая 52 дня.

### Бои с Красной армией в 1919 году
К началу января 1919 года части Красной армии заняли значительную часть территории Эстонии и стояли в 35 километрах от Ревеля. В декабре 1918 года главнокомандующим Эстонской армией, называвшейся в то время Народными войсками (эст. Rahvavägi), был назначен Йохан Лайдонер, была проведена массовая мобилизация. В Эстонию начала поступать помощь от стран Антанты, прибыли добровольцы из Финляндии, началось строительство дополнительных бронепоездов.
6 января 1919 года эстонская армия при участии Псковского корпуса полковника Дзерожинского, находившегося с декабря 1918 года по июнь 1919 года в подчинении эстонского главнокомандования, начали совместное наступление, результатом которого стало изгнание частей Красной армии с территории Эстонии к февралю 1919 года.

### Отступление Красной армии из Эстонии

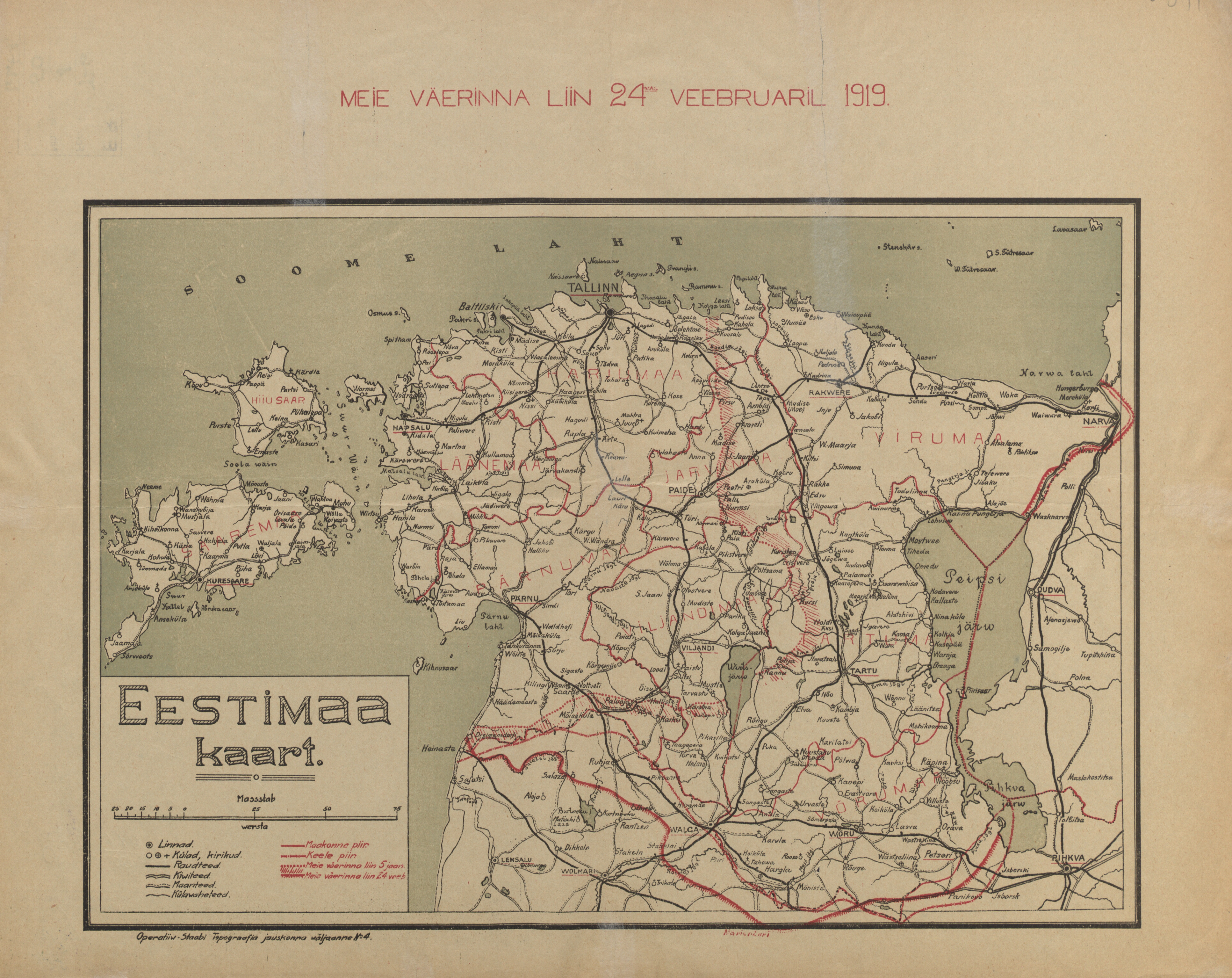
Карта советско-эстонской линии фронта, 24 февраля 1919 г.

7 января того же года при поддержке Антанты началось совместное контрнаступление вооружённых сил Эстонской Республики и русского Псковского добровольческого корпуса. В результате контрнаступления уже через неделю был взят город Юрьев, а 19 января — Нарва, бывшая временной столицей Эстляндской трудовой коммуны. В феврале 1919 года части Коммуны и 7-й армии РККА были вытеснены за пределы Эстонии.
Попытки контрнаступления, предпринятые частями Красной армии в феврале и апреле 1919 года, не увенчались успехом. В мае и октябре 1919 года Северо-Западная армия дважды при поддержке эстонской армии предпринимала наступление на Петроград, но оба раза была отброшена к Нарве.
Признав неудачу, ЦК РКП(б) 13 апреля принял решение обратиться к Эстонии с мирными предложениями. 15 и 25 апреля советские мирные предложения при посредничестве венгерского правительства были переданы Эстонии, но ответа на них не последовало. 30 мая генерал-майор Лайдонер, выступая перед Учредительным собранием, сообщил, что территория страны освобождена и защищена от любых нападок. 5 июня прекратил деятельность Совет Эстляндской трудовой коммуны.

### Псковская наступательная операция

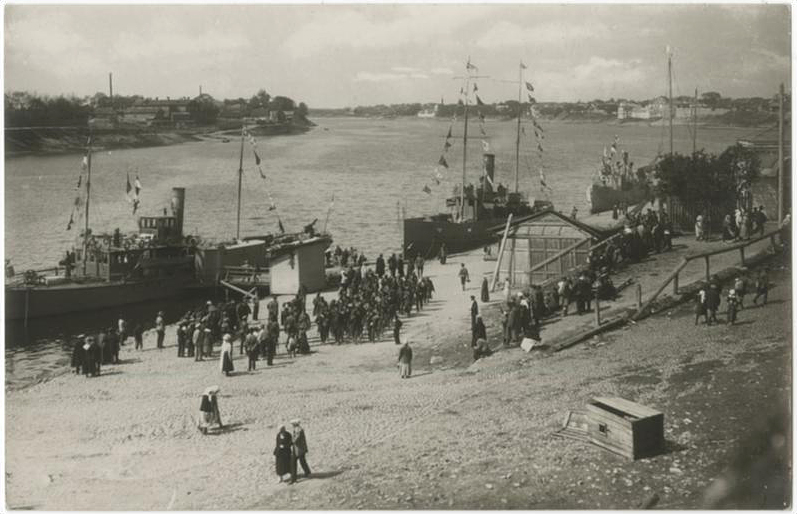
Чудская флотилия в порту Пскова. Захват эстонской армией Пскова, 26 мая 1919 г.

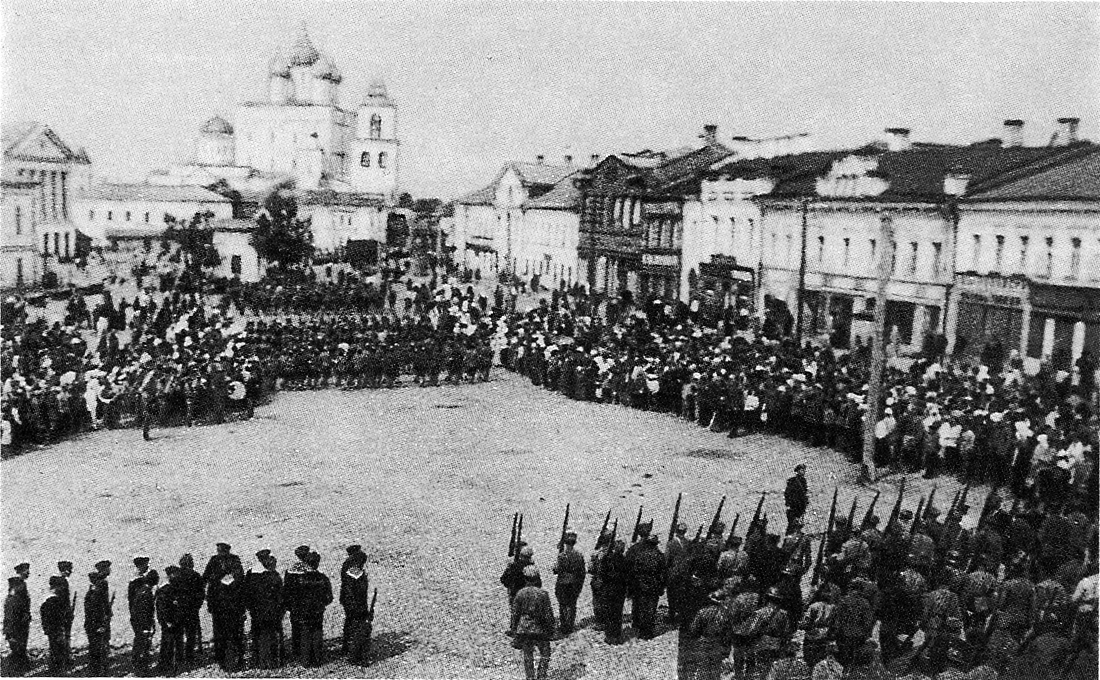
Парад эстонской армии в Пскове,
28 мая 1919 г.

В мае 1919 году противостояние Эстонии с РСФСР перешло в новую фазу. Войска белых, находившихся на территории Эстонии и подчинявшихся эстонскому главнокомандованию (согласно договору с правительством Эстонии от 6 декабря 1918 года), совместно с эстонскими войсками провели два наступления на Петроград (с 25 декабря 1918 г. на территории Эстонии находился Северный корпус, с 1 июня 1919 г. он стал называться в Эстонии — Отдельный корпус Северной Армии; После выхода из оперативного подчинения Эстонской армии Северный корпус был переименован в Северную армию (с 19 июня по 1 июля 1919 года), а с 1 июля 1919 г. — в Северо-Западную армию под командованием генерала Юденича). Эстонская армия приняла участие и в боях на псковском направлении в мае 1919 года, овладев 25 мая Псковом.
24 мая 1919 года рано утром началось наступление 2-й пехотной дивизии эстонской армии в направлении Пскова. В соответствии с договоренностью c командиром дивизии красных стрелков Леонардом Риттом, 1-й эстонский коммунистический полк перешёл на сторону эстонской армии. Силы же 2-й пехотной дивизии, тем временем, нанесли мощный удар по группировке противника в районе Изборска и быстро вышли на оперативный простор. Вечером 25 мая Куперьяновский партизанский батальон вошёл во Псков. Всего в операции приняло участие свыше 3 с половиной тысяч эстонских солдат при 262 пулеметах, 30 орудиях, 2 броневиках и 4 бронепоездах. Действия сухопутных войск также поддерживала Чудская флотилия. В ходе наступления эстонская армия взяла свыше 1000 военнопленных и шесть полевых орудий. 29 мая во Псков прибыл уполномоченный Северного корпуса полковник Станислав Булак-Балахович, который принял административное управление, а также оборону Псковского района на себя.

### Война с Ландесвером
В ходе Освободительной войны эстонской армии пришлось столкнуться с военизированными формированиями прибалтийских немцев (Ландесвер) под командованием Рюдигера фон дер Гольца, действовавшими на территории Латвии. Главные бои развернулись в июне 1919 года в Северной Латвии. 23 июня 1919 года под латвийским городом Цесис (в эстонском варианте Вынну) войска Ландесвера были разгромлены. Начиная с 1934 года по предложению генерала Эрнста Пыддера день Сражения под Вынну стал отмечаться в Эстонии как государственный праздник День победы в Освободительной войне (вновь отмечается с 1992 года).
2 июля 1919 года в результате прорыва эстонской армией и латышскими полками при поддержке ВМС Эстонии линии обороны Риги командование Ландесвера согласилось на перемирие, предложенное представителями Антанты и вступившее в силу 3 июля.

Эстония, 1919 год. Фотографии из Национального архива Эстонии
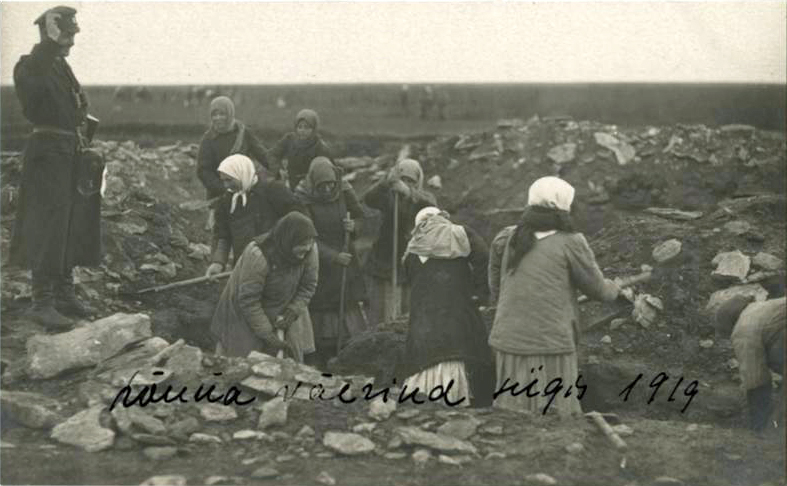
Местные деревенские женщины копают окопы для эстонских солдат
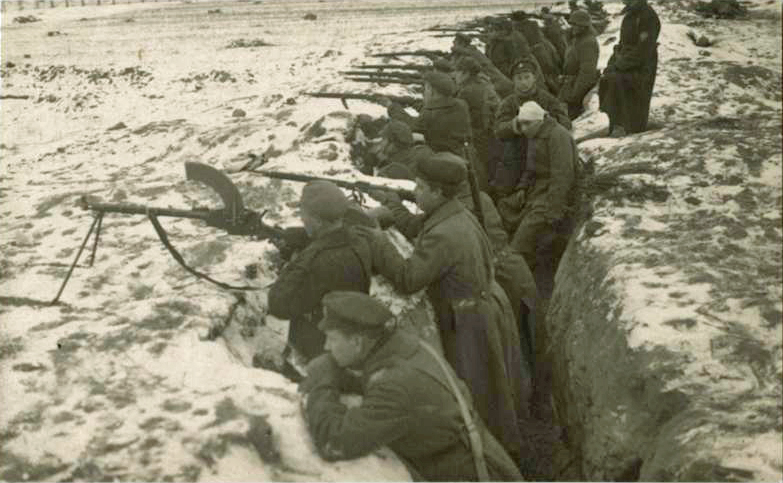
Эстонские солдаты в окопе перед боем
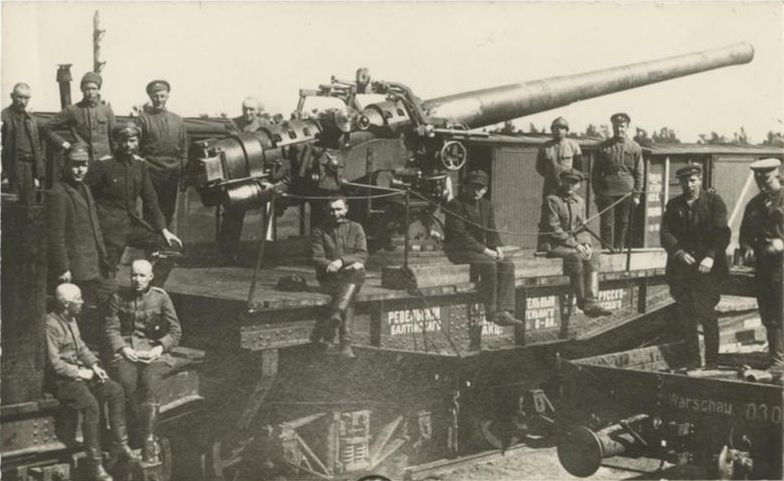
Ширококолейный бронепоезд № 2 с прикомандированной 130-миллиметровой морской пушкой, которая бомбила «красных» от станции Кошеляха (Лийвамяэ)
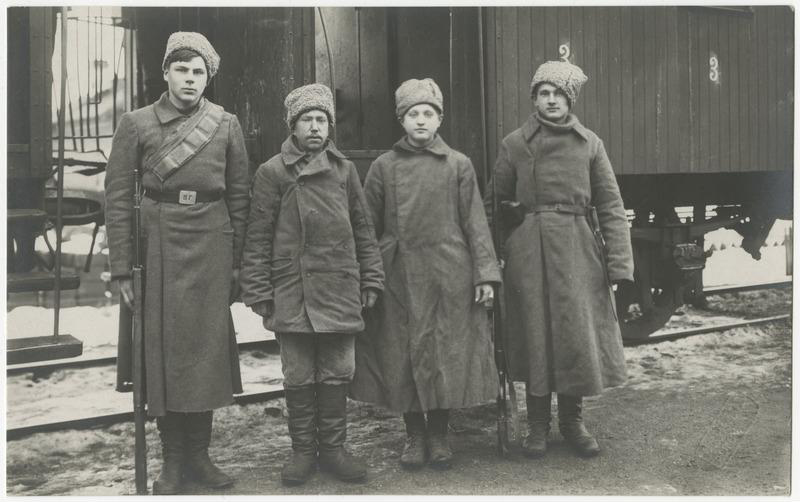
Первые пленные (?) красноармейцы в Кехра
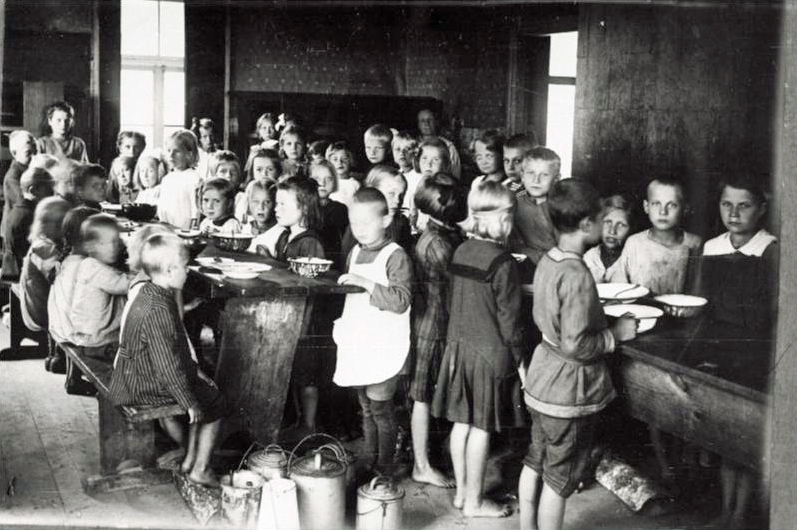
Дети обедают в пункте питания Эстонского общества защиты детей

## Окончание войны
20 июня 1919 года на заседании эстонской делегации в Париже преобладало мнение о том, что для достижения признания своей самостоятельности Эстония должна пойти другим путём, а именно — заключить мир с Советской Россией.
Эстония, однако, затягивала с решением этого вопроса, ожидая исхода наступления Северо-Западной армии «белых» на Петроград и поставив перед её командованием условие, что это наступление должно начаться не позднее ноября. Эстонское правительство вело двойную игру,  справедливо опасаясь «белых», которые выступали за «единую и неделимую Россию». По словам командующего эстонским флотом контр-адмирала Йохана Питки, «если бы силам Северо-Западной белогвардейской армии удалось завладеть Петроградом и в ее руках очутился бы флот, то через несколько недель этот флот появился бы под Андреевским флагом под Ревелем, чтобы вновь превратить последний из столицы Эстонской республики в губернский город России».
После начала движения на Петроград в октябре 1919 года Северо-Западная армия, вследствие своей малочисленности, была вынуждена отступить к Нарве. Заключение Тартуского мирного договора привело к тому, что 15 тысяч её бойцов были разоружены на территории Эстонии, а около 5 тысяч из них — помещены в концентрационные лагеря.

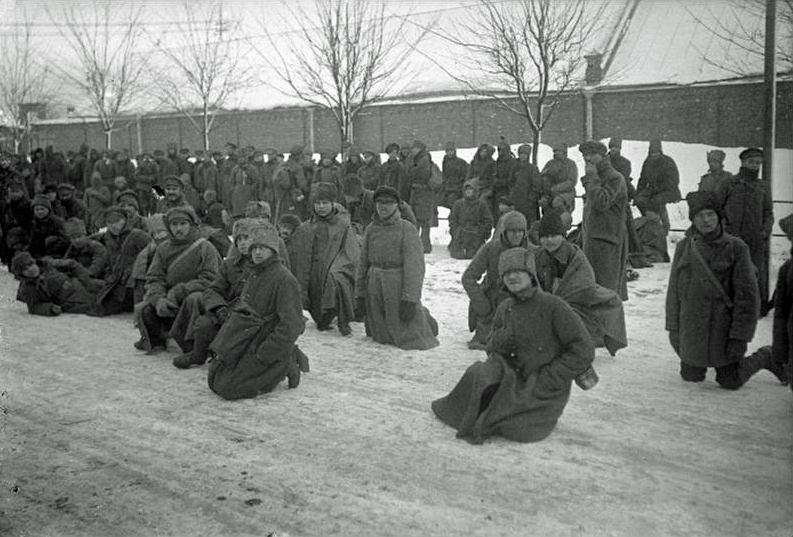
Интернированные воины Северо-Западной армии перед отправкой в Россию. Нарва, февраль 1920

По мнению некоторых политиков Запада[уточнить], признание самостоятельности Эстонии большевистским правительством не имело никакой цены, так как «признание должно исходить от легитимного правительства», каковым правительство Советской России не являлось.
3 января 1920 года в 10:30 между Советской Россией и Эстонией на фронте началось перемирие.
2 февраля 1920 года между РСФСР и Эстонской Республикой был заключён мирный договор, которым обе стороны официально признали друг друга (первый международный договор обоих государств). Статья III делимитировала границу между двумя странами, которая была установлена по фактически сложившейся к моменту вступления в силу соглашения о перемирии линии фронта. В результате этого в состав Эстонии вошли Печорский край, юго-западное побережье Чудского озера (это были районы с преобладанием русского населения) и территория к востоку от реки Нарва — Эстонская Ингерманландия.
Согласно нынешней официальной позиции Эстонской Республики, Тартуский мирный договор не утратил юридическую силу в 1940 году, поскольку вхождение Эстонии в состав СССР официально трактуется её властями как оккупация.

## Увековечение памяти
Большинство памятников Освободительной войне были разрушены в советское время и восстановлены в 1980—1990 годы.
Некоторые памятники Освободительной войне: 

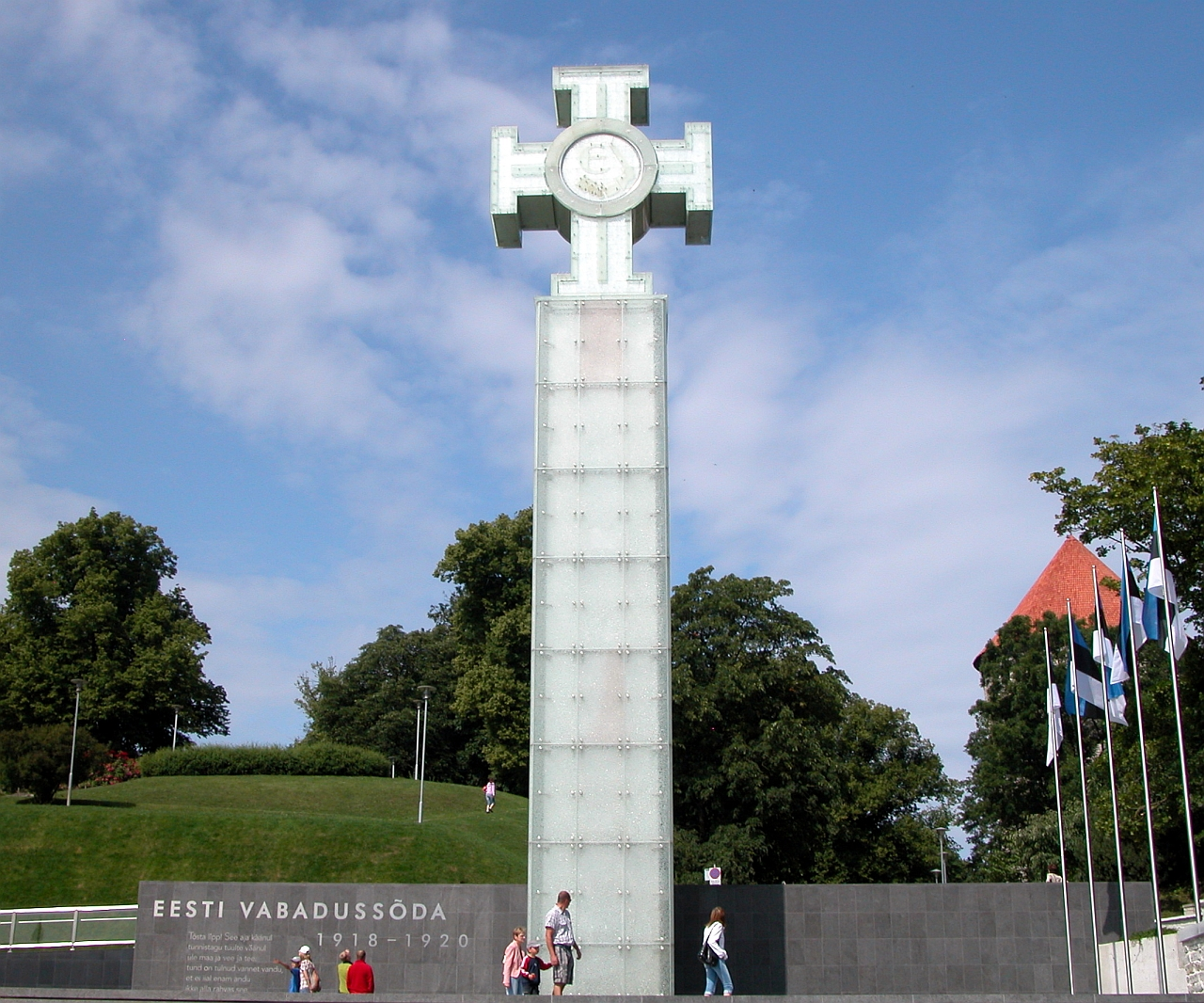
Монумент Победы в Освободительной войне, Таллин
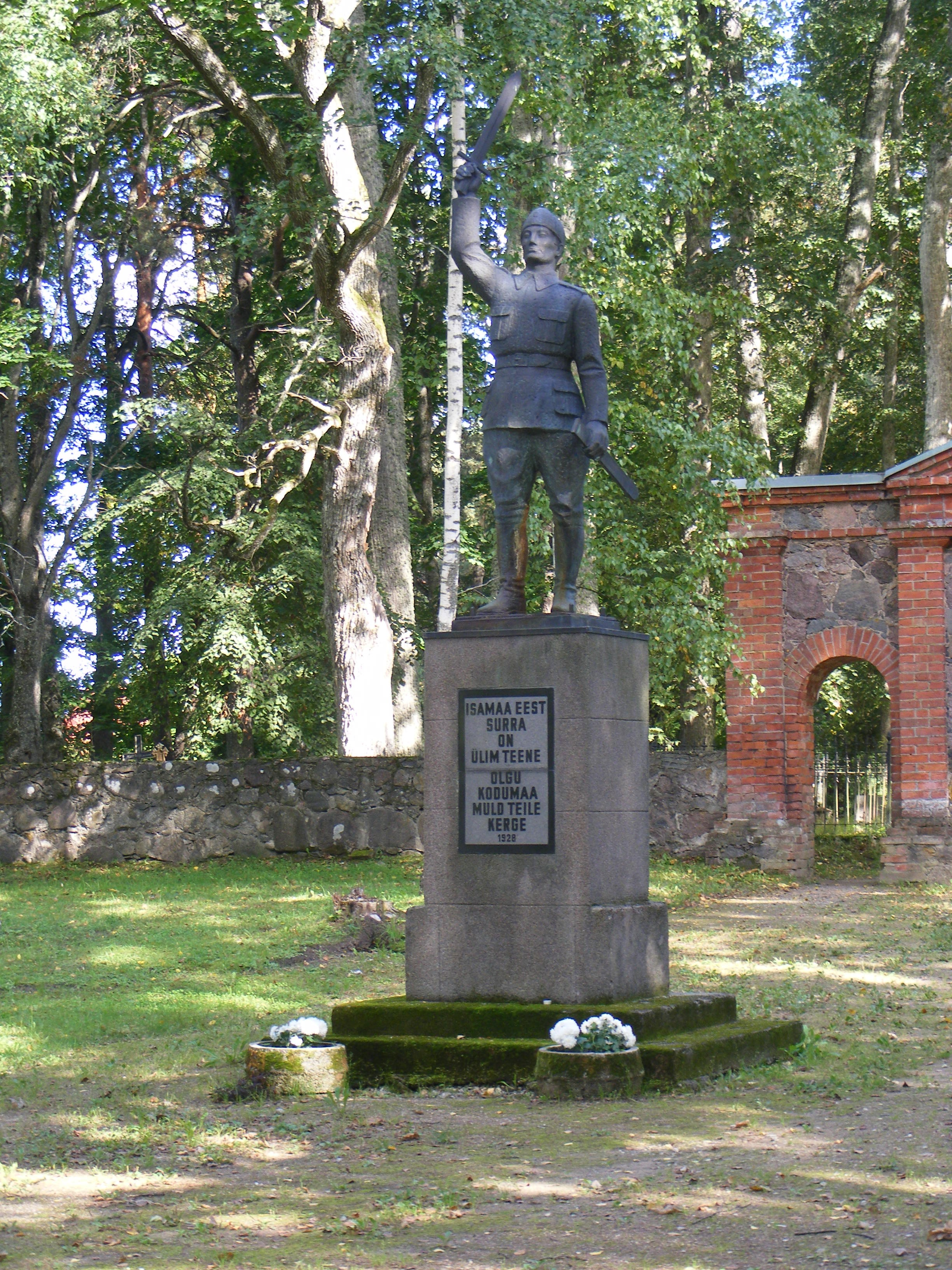
Алатскиви
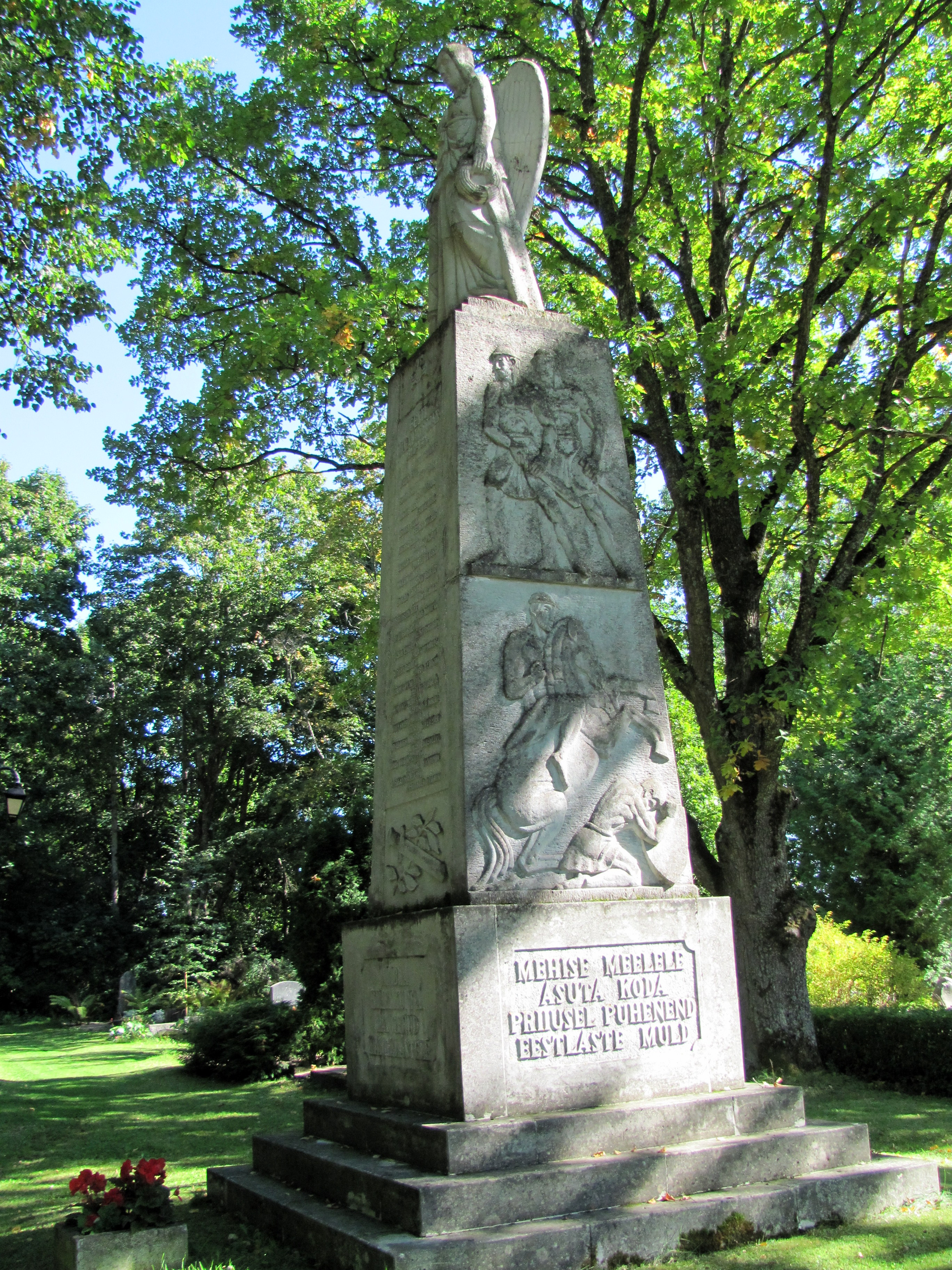
Амбла
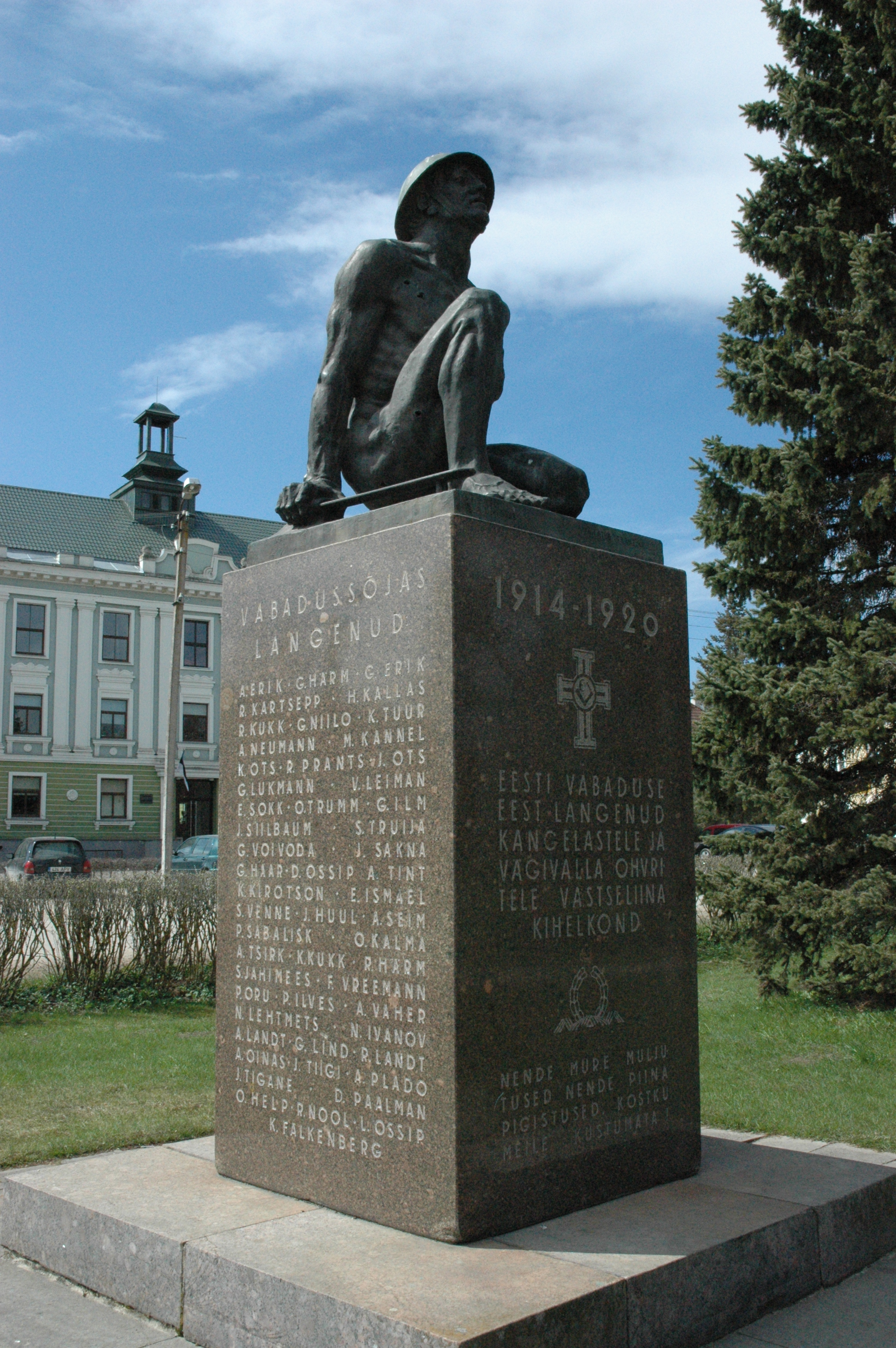
Вастселийна
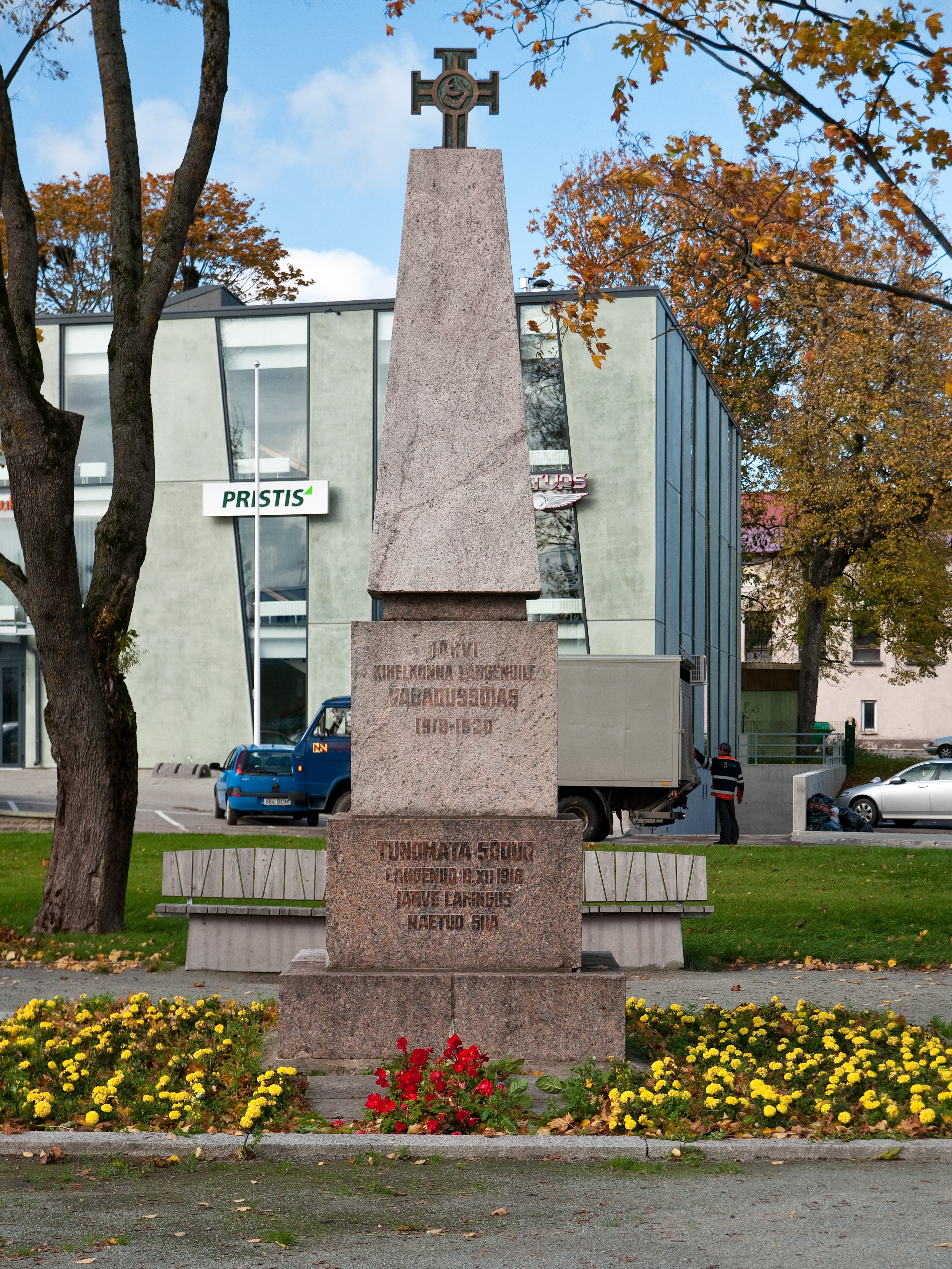
Йыхви
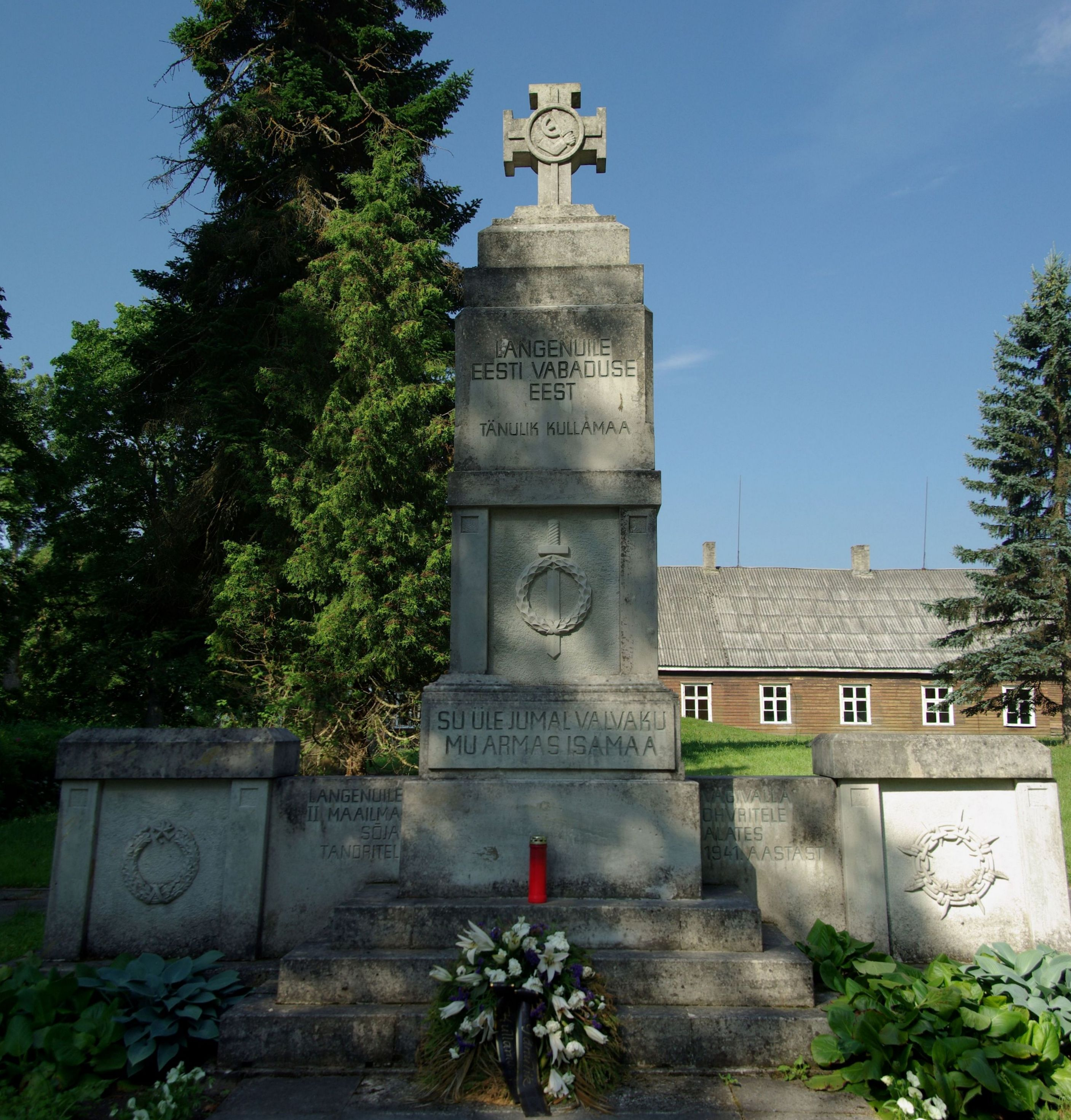
Кулламаа
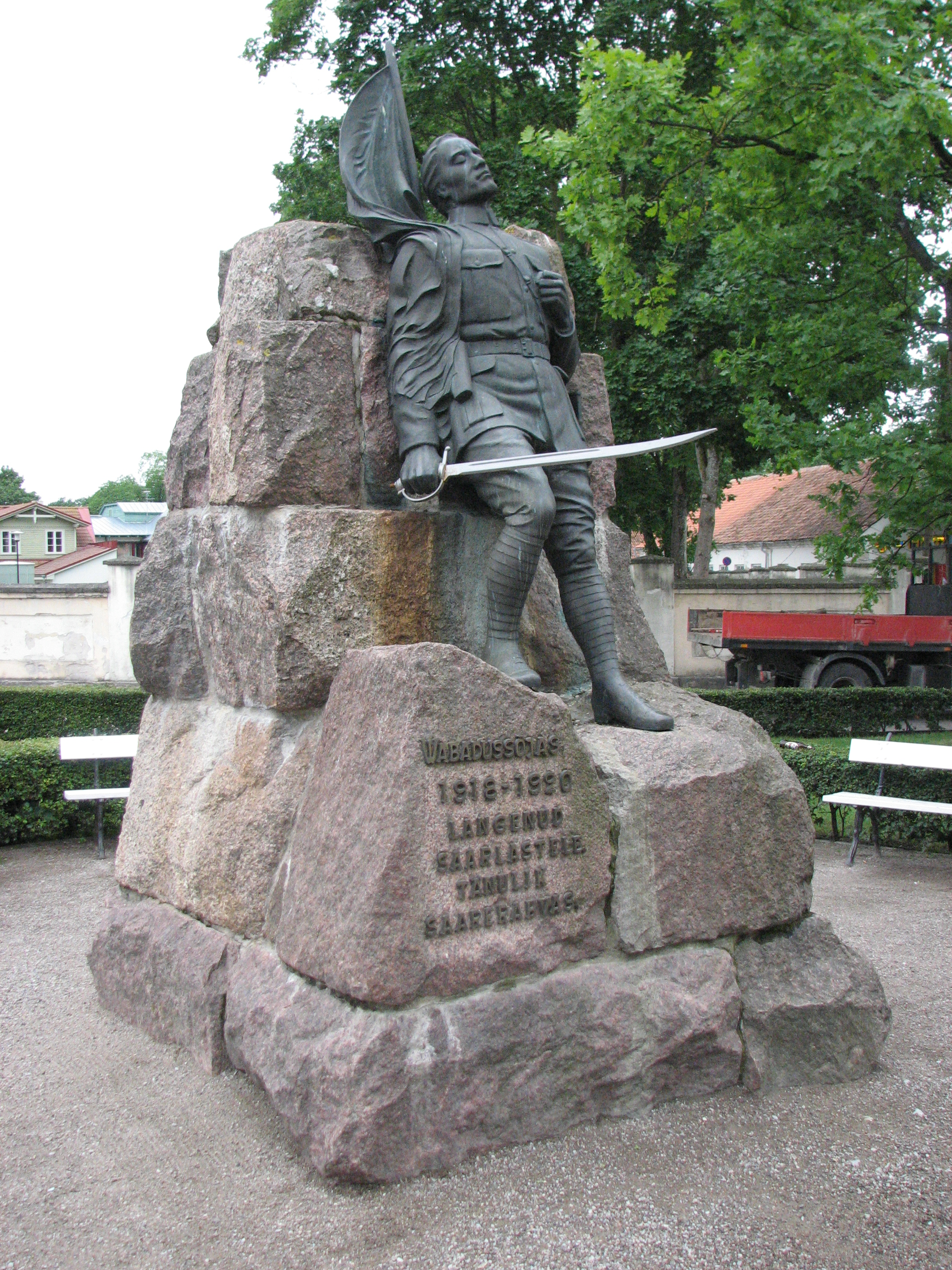
Курессааре
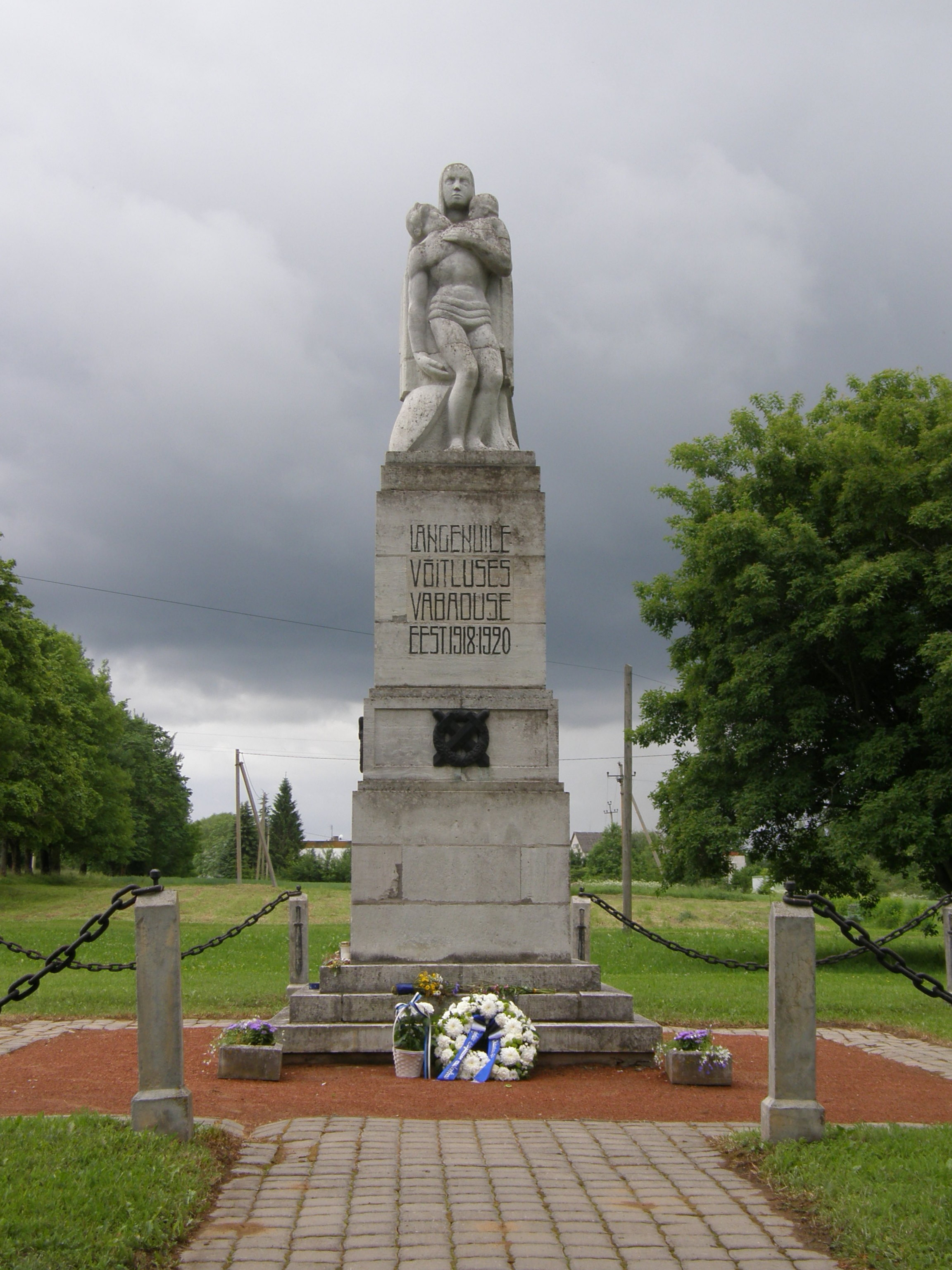
Люганузе
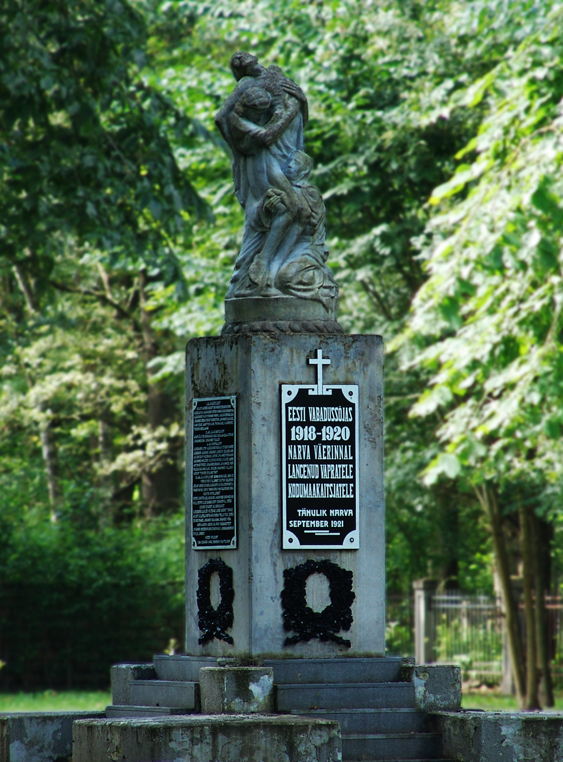
Нарва
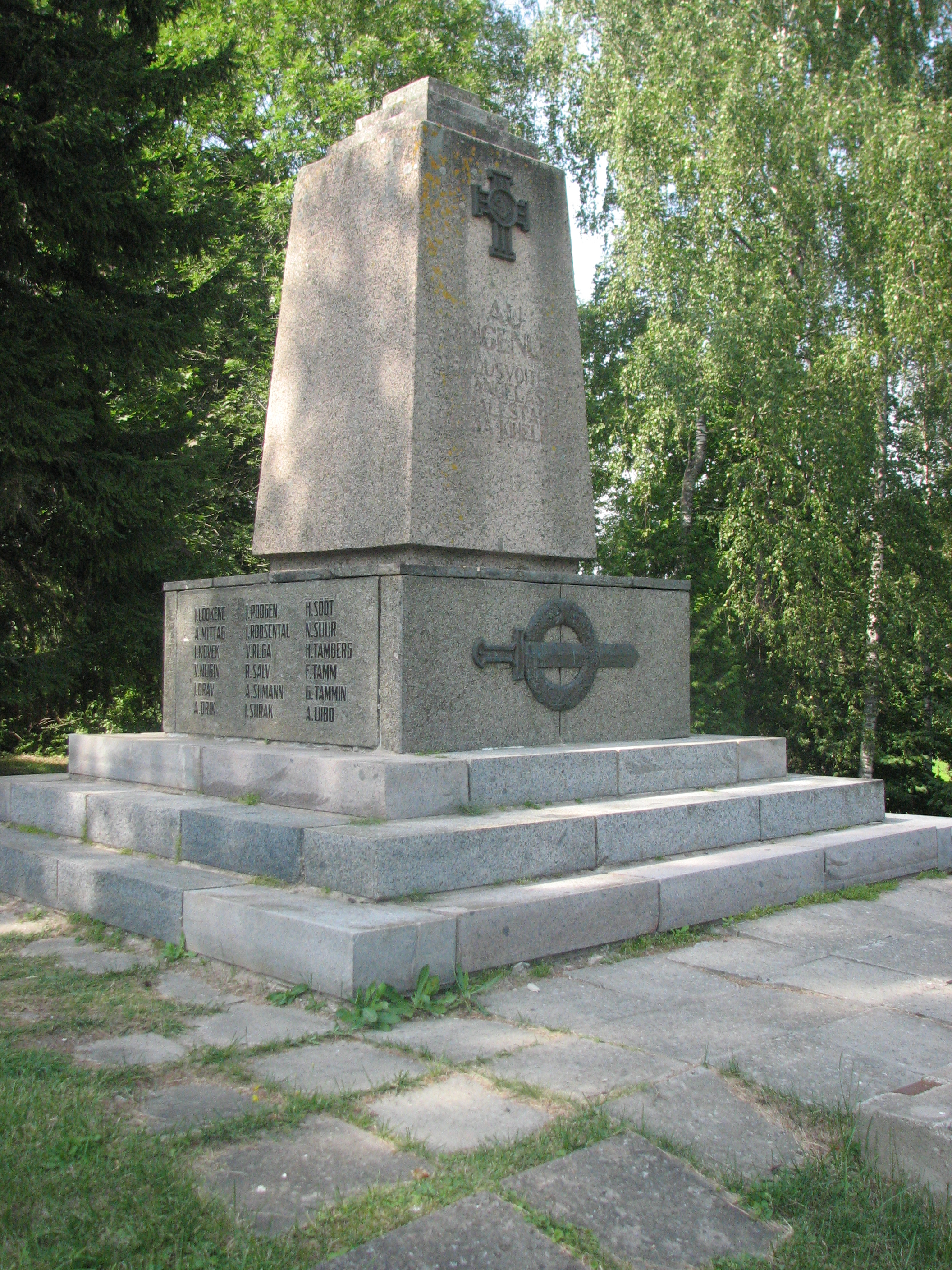
Отепя
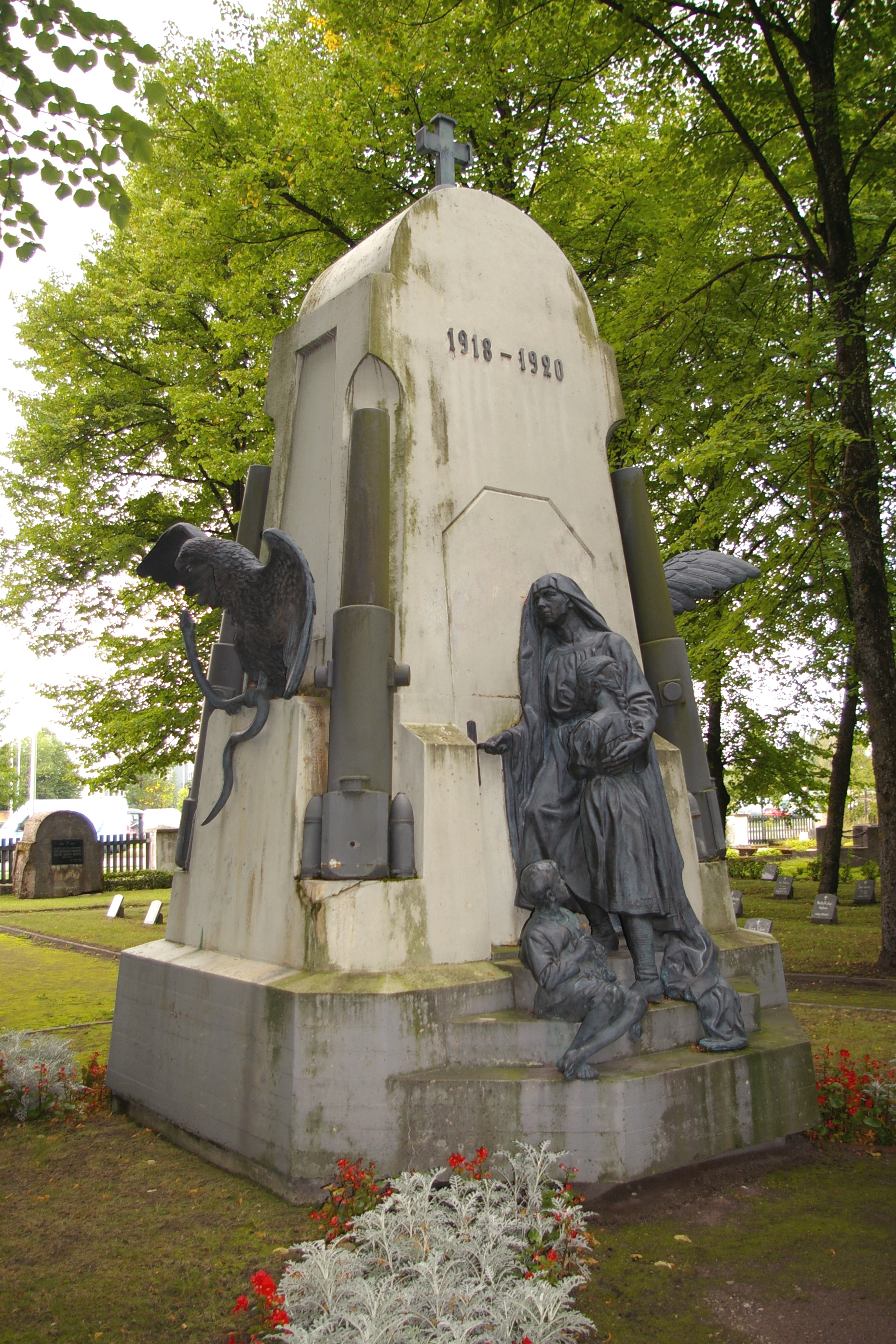
Пярну
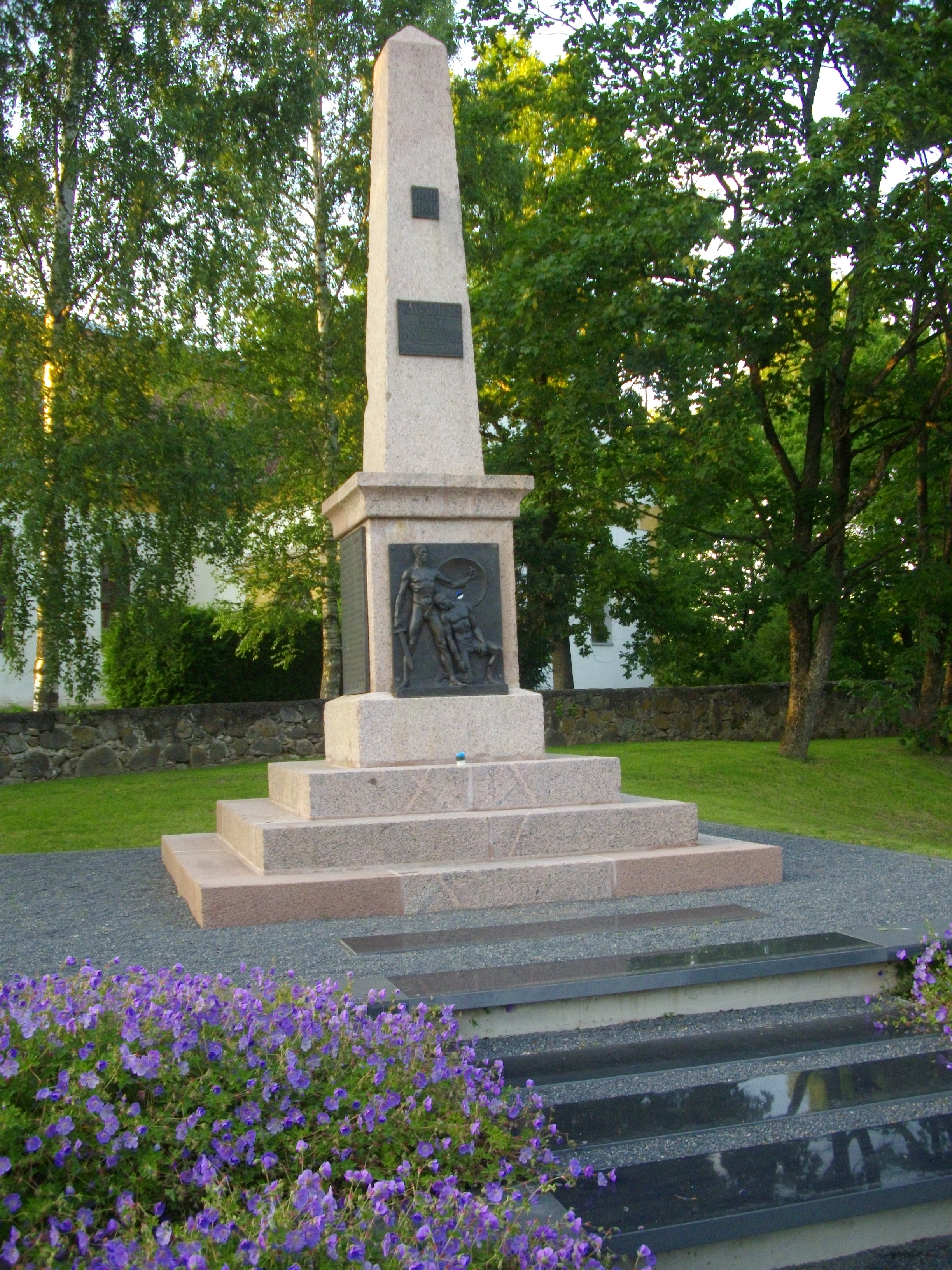
Пылва
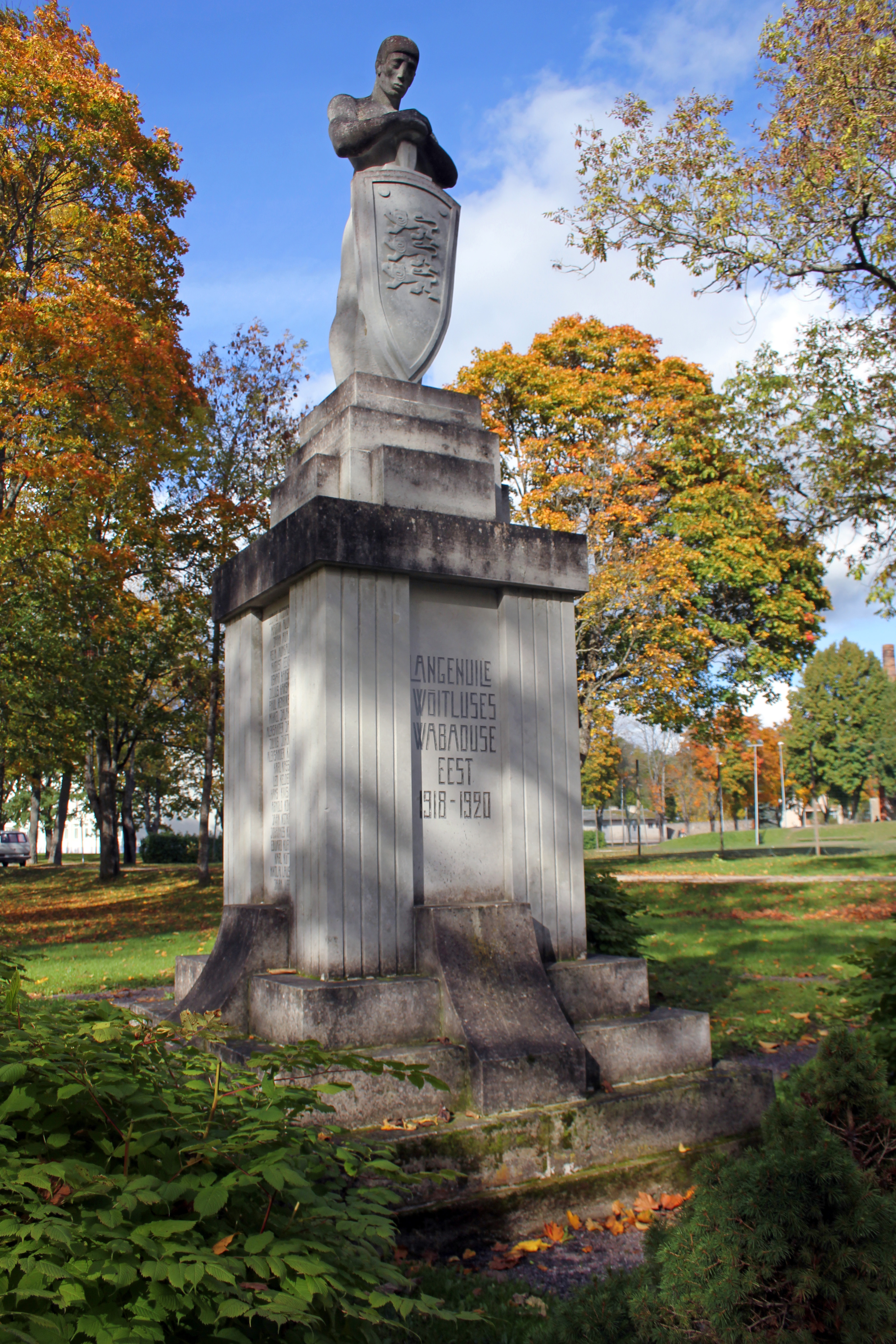
Пылтсамаа
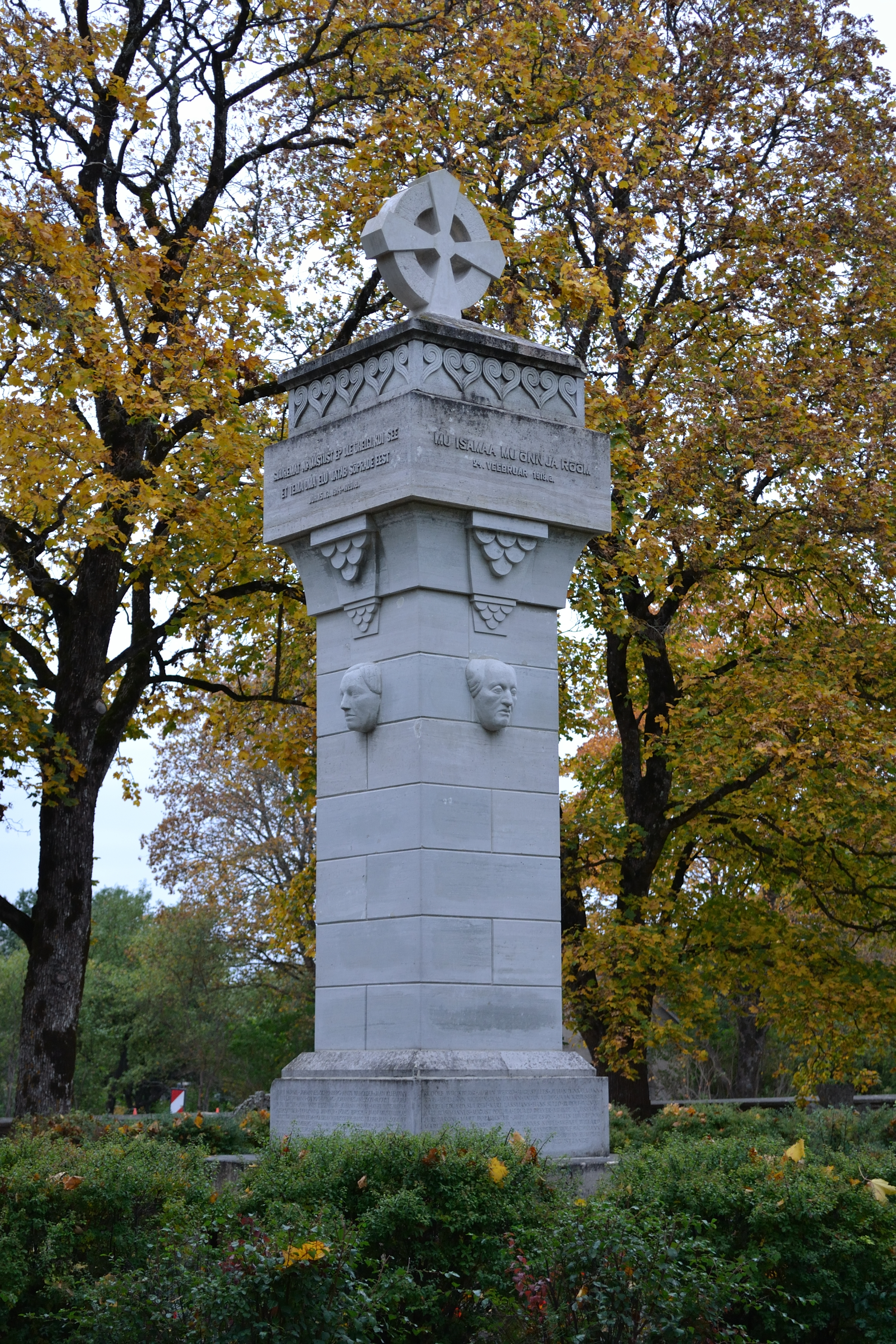
Рапла
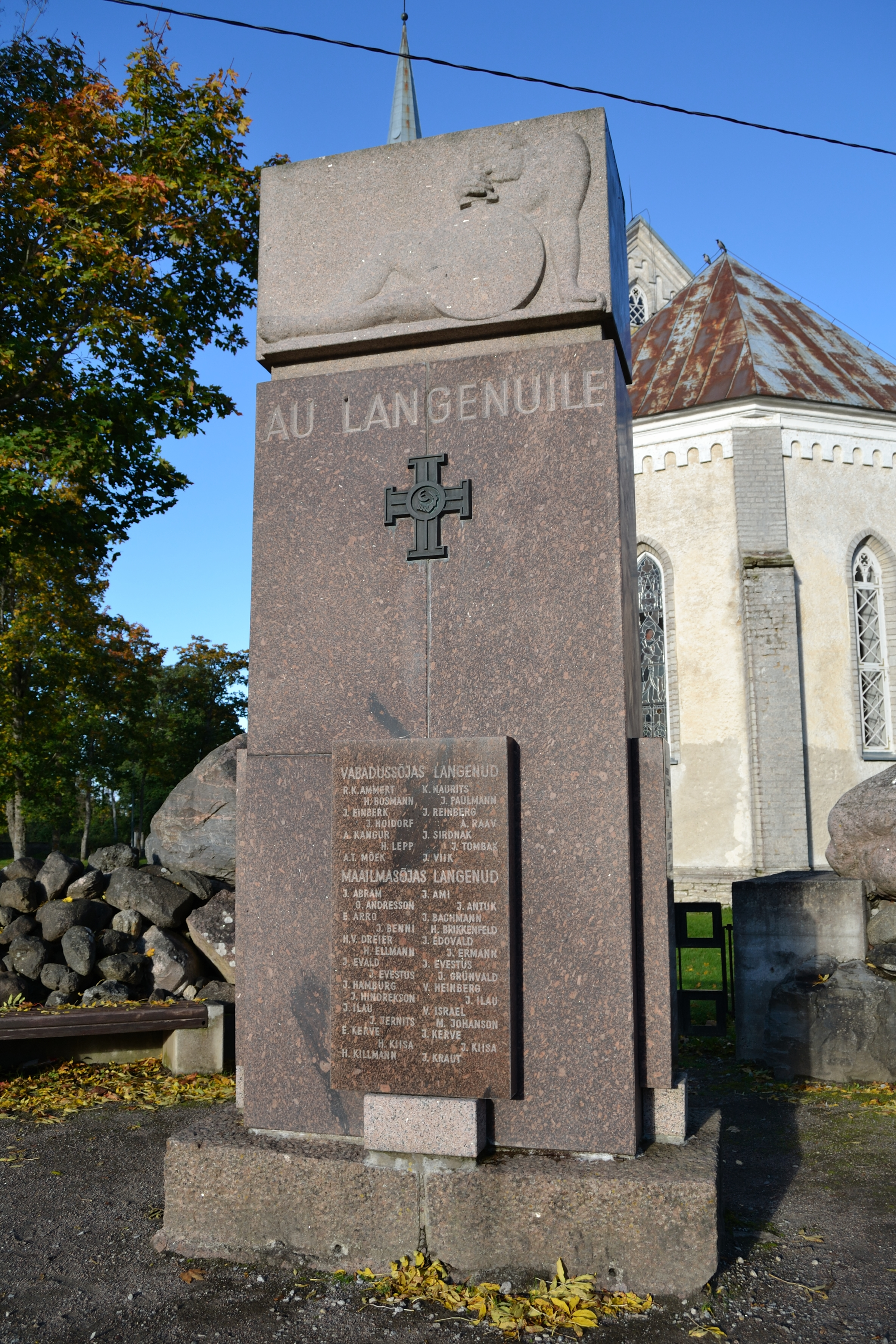
Рийзипере
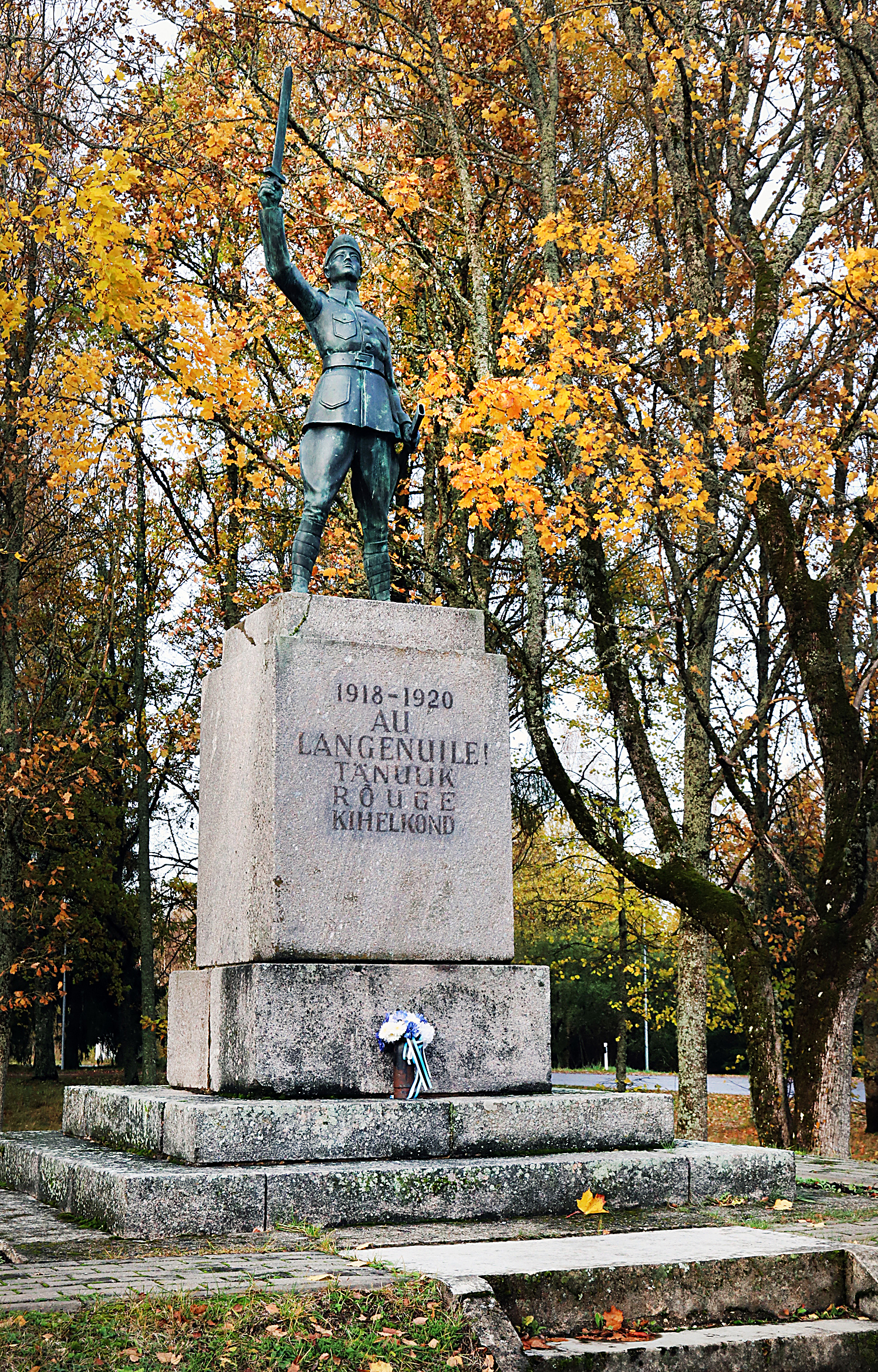
Рыуге
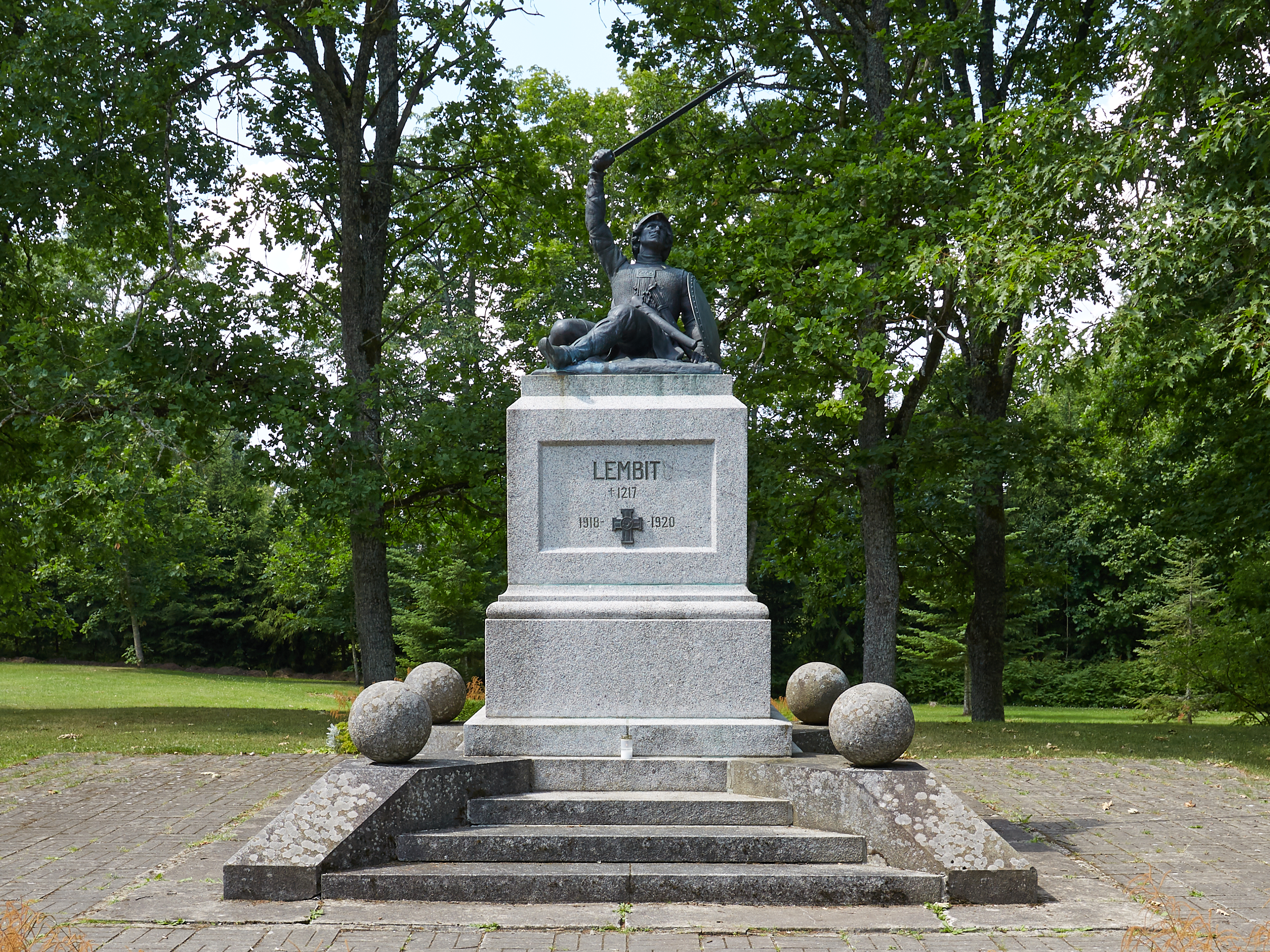
Сууре-Яани
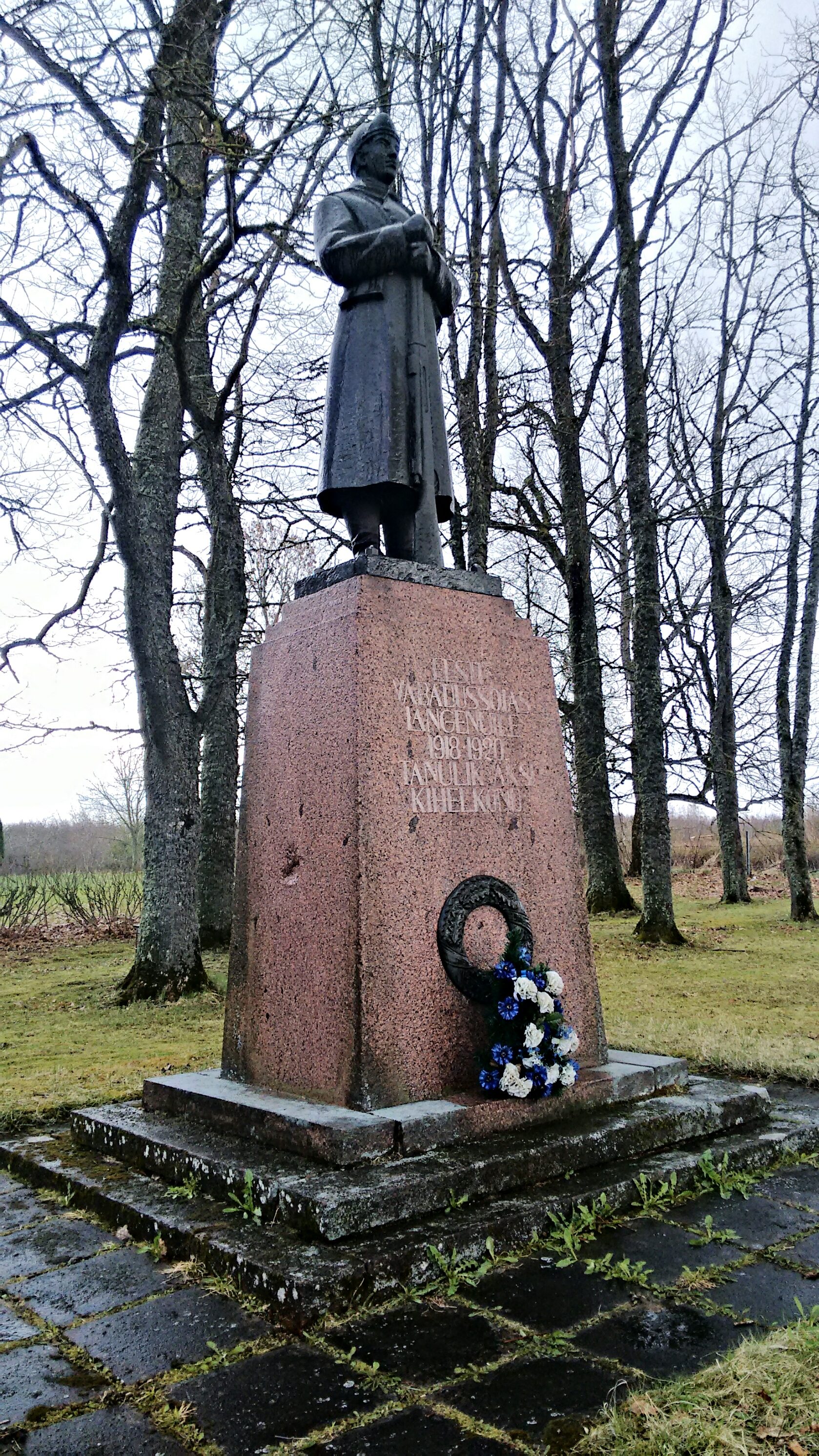
Экси